# Republik Venedig
Die Republik Venedig (venetisch Repùblica de Venessia bzw. Serenìsima repùblica; italienisch Serenissima Repubblica di San Marco ‚Durchlauchtigste Republik des Heiligen Markus‘) nach dem Wahrzeichen der Stadt, dem Markuslöwen, auch als Markus- oder Löwenrepublik bezeichnet, war vom 7./8. Jahrhundert bis 1797 eine See- und Wirtschaftsmacht, deren Zentrum im Nordwesten der Adria lag. Ihre Vorherrschaft kulminierte in einem Kolonialreich, das von Oberitalien bis Kreta und zeitweise bis zur Krim und nach Zypern reichte und von Venedig aus gelenkt wurde. Darüber hinaus unterhielt Venedig Kaufmannskolonien in Flandern und dem Maghreb, in Alexandria und Akkon, in Konstantinopel und Trapezunt sowie in zahlreichen Städten an der Adria.

## Eine Handels- und Seemacht
Der Reichtum der Adelsrepublik resultierte daraus, dass sie als Umschlagplatz zwischen dem Byzantinischen Reich und dem Heiligen Römischen Reich fungierte und zugleich wichtige Waren monopolisierte. Dabei nutzte sie als Haupthandelswege die Flüsse Oberitaliens und vor allem die Adria. Auch die machtpolitische Zersplitterung Italiens war für sie vorteilhaft. Dabei übte ausschließlich der Adel den gewinnträchtigen Fernhandel (Levante) aus und kontrollierte zunehmend die politische Führung – bis hin zur Abschaffung der Volksversammlung.
Über die Anfangszeit berichten hauptsächlich Legenden und nur wenige historisch zuverlässige Quellen. Erst ab dem 13. Jahrhundert gibt es eine breite schriftliche Überlieferung, die dann aber vom Ausmaß mit der von Rom verglichen werden kann. Zur Legendenbildung hat die staatlich kontrollierte Geschichtsschreibung erheblich beigetragen. Sie projizierte die als wegweisend wahrgenommenen Eigenheiten der venezianischen Gesellschaft oftmals in die Vergangenheit zurück. Dabei verschwieg sie vieles dessen, was den Idealen von Geschlossenheit, Gerechtigkeit und Machtbalance widersprach, oder deutete es um.
Der Seemacht gelang es, trotz geringer Ressourcen und eines verstreuten Herrschaftsgebiets, eine erstrangige Rolle in der Politik des Mittelmeerraumes zu spielen. Dabei lavierte Venedig fast von Anfang an zwischen den Großmächten wie Byzanz und dem Heiligen Römischen Reich oder der päpstlichen Macht, nutzte rigoros die Schlagkraft seiner Kriegsflotte und seiner überlegenen Diplomatie, setzte Handelsblockaden und Berufsarmeen ein. Dabei hatte es sich der Konkurrenz italienischer Handelsstädte, wie etwa Amalfi, Pisa, Bologna, vor allem aber Genuas zu erwehren. Erst die großen Flächenstaaten wie das Osmanische Reich und Spanien drängten den Einfluss Venedigs militärisch, die aufstrebenden Handelsnationen wie die Vereinigten Niederlande, Portugal und Großbritannien wirtschaftlich zurück. Frankreich besetzte 1797 die Stadt; kurz zuvor hatte der Große Rat, die Versammlung des erwachsenen, männlichen Adels, am 12. Mai für die Auflösung der Republik gestimmt.

## Entstehung und Aufstieg

### Besiedlung der Lagune

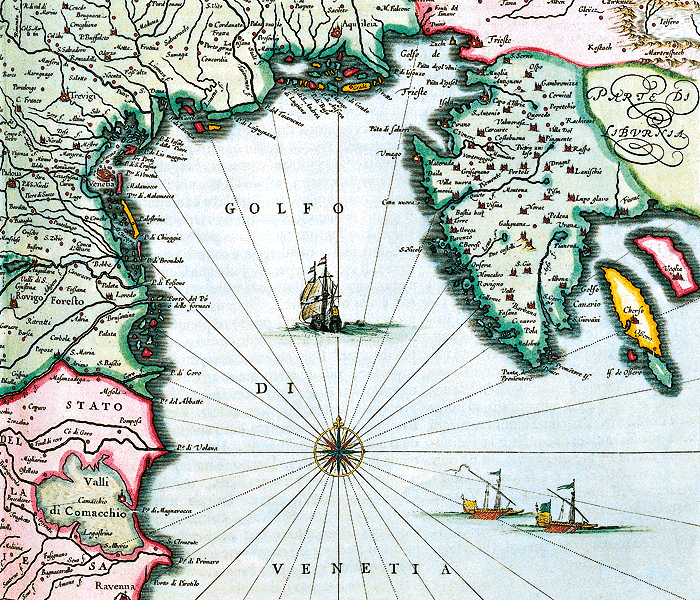
Nördliche Adria und die Lagune von Venedig (Joan Blaeu, Atlas Maior), erstmals 1662

Ausgangspunkt der Besiedlung Venedigs war eine Gruppe von Inseln im Umkreis und in der Lagune, die die Ablagerungen des Brenta und anderer kleiner Flüsse immer weiter in die Adria vorschoben. So ist der Canal Grande die Verlängerung des Nordarms des Brenta. Die ältesten menschlichen Spuren in der Lagune stammen aus dem späten Mesolithikum. Die Bevölkerungszahl der an und in der Lagune liegenden Fischersiedlungen, die bis in etruskische Zeit zurückreichen, wuchs in römischer Zeit an. In der Antike entstanden Städte wie Altinum am Rand der Lagune, aber auch Ammiana, im Norden der Lagune gelegen. Die Zahl der Bewohner auf den Inseln stieg durch Flüchtlinge an, die sich der Legende nach 408 vor den Westgoten Alarichs, besonders aber 452 vor den Truppen des Hunnen Attila dort in Sicherheit brachten. Als 568 die Langobarden in Oberitalien einfielen, erreichte ein weiterer Flüchtlingsstrom die Lagune. Das legendäre Gründungsdatum Venedigs, der 25. März 421, könnte eine Erinnerung an die frühen Zuwanderer darstellen.
Venedig ist aber keineswegs eine Gründung von Flüchtlingen, denn schon im 5. Jahrhundert war die nördliche Lagune dicht besiedelt, zahlreiche Artefakte weisen auf römische Siedlungen und Straßen hin. Die Legende der Flüchtlingsgründung entstand wohl erst im 10. Jahrhundert, sie wurde zuletzt von Roberto Cessi aufrechterhalten. Dieser sah einen starken Kontrast zwischen der germanischen und der venezianischen Welt, eine Ansicht, die inzwischen der Vorstellung gewichen ist, dass es diesen Kontrast zwischen einer barbarischen und einer römischen Zivilisation so nicht gegeben habe. Stattdessen geht man von zwei stark gemischten Gesellschaften aus. Die römische Epoche war sehr stark von ökologischen Veränderungen der Lagune geprägt, vor allem vom Anstieg des Wasserspiegels. Der frühmittelalterliche Handel basierte dabei viel stärker auf den Wasserwegen, während die römischen Straßen verfielen oder im Wasser versanken. Funde von Amphoren erweisen zugleich einen weitläufigen mediterranen Handel, der Konstantinopel zwar einschloss, aber nicht auf die Metropole ausgerichtet war. Diese Einbindung in einen weiteren politischen und wirtschaftlichen Rahmen dürfte durch die Flüchtlinge, zu denen auch die oströmischen Eliten zählten, gefördert worden sein. Welche Binnenkonflikte daraus erwuchsen, ließ sich bisher nicht aufzeigen.
Den Baugrund der Stadt bildeten neben der Insel Rialto, die im frühen 9. Jahrhundert zum Kern Venedigs gemacht wurde, die benachbarten Luprio, Canaleclo, Gemine, Mendicola, Ombriola, Olivolo und Spinalunga. Dichte Pfahlroste aus Baumstämmen wurden in den Untergrund gerammt, um die Siedlungen zu erweitern. Die Flotte verschlang ebenfalls große Mengen Holz.

### Byzantinische Herrschaft, Machtzentren Heracleia (bis 742) und Metamaucum (742–810/811)
Mit der Eroberung des Ostgotenreiches unter Kaiser Justinian I. (Restauratio imperii ca. 535 bis 562) kam die Lagune unter oströmisch-byzantinische Herrschaft. Die Eroberung großer Teile Italiens durch die Langobarden ab 568 zwang jedoch Kaiser Maurikios, den verbliebenen Randprovinzen größere Eigenständigkeit zu gewähren, und so wurde Ende des 6. Jahrhunderts das Exarchat von Ravenna geschaffen. Der Exarch ernannte den Magister militum als militärischen und zivilen Oberbefehlshaber der Provinz. Ihm unterstanden in der Lagune wiederum Tribunen. Provinzhauptstadt war zunächst Oderzo, das jedoch 639 von den Langobarden erobert und 666 zerstört wurde. Damit löste sich die Provinz weitgehend auf und die Lagune war zunehmend auf sich selbst gestellt. Der Bischofssitz wurde 635 von Altinum in das sicherere Torcello verlegt. Dennoch spielte der Handel mit dem Festland, vor allem mit Salz und Getreide, bereits im 6. Jahrhundert eine wichtige Rolle, die im 8. Jahrhundert offenbar noch zunahm. Im Gegensatz zu den Standesgenossen außerhalb Venedigs erwarb der venezianische Adel, der sich überwiegend auf römische Wurzeln zurückführte, wohl um 800 bereits sein Vermögen nicht nur aus immobilem Besitz, sondern zunehmend im Handel.
Paulicius wurde 697 – folgt man der Überlieferung – zum ersten Dogen erhoben. Wenige Jahrzehnte später wird erstmals ein Dux (Führer oder Herzog) Ursus erwähnt, der wohl als tatsächlicher erster Doge anzusprechen ist. Sein Amtssitz war Heracleia. Doch unter seinem Sohn und Nachfolger wurde dieser im Jahr 742 nach Metamaucum verlegt (in der Literatur vielfach und fälschlich als Malamocco bezeichnet, das jedoch erst später entstand). Um 810 wurde entweder während der Amtszeit des Mitdogen Beatus oder unter dem Dogen Agnello Particiaco Rialto zum endgültigen Amtssitz.

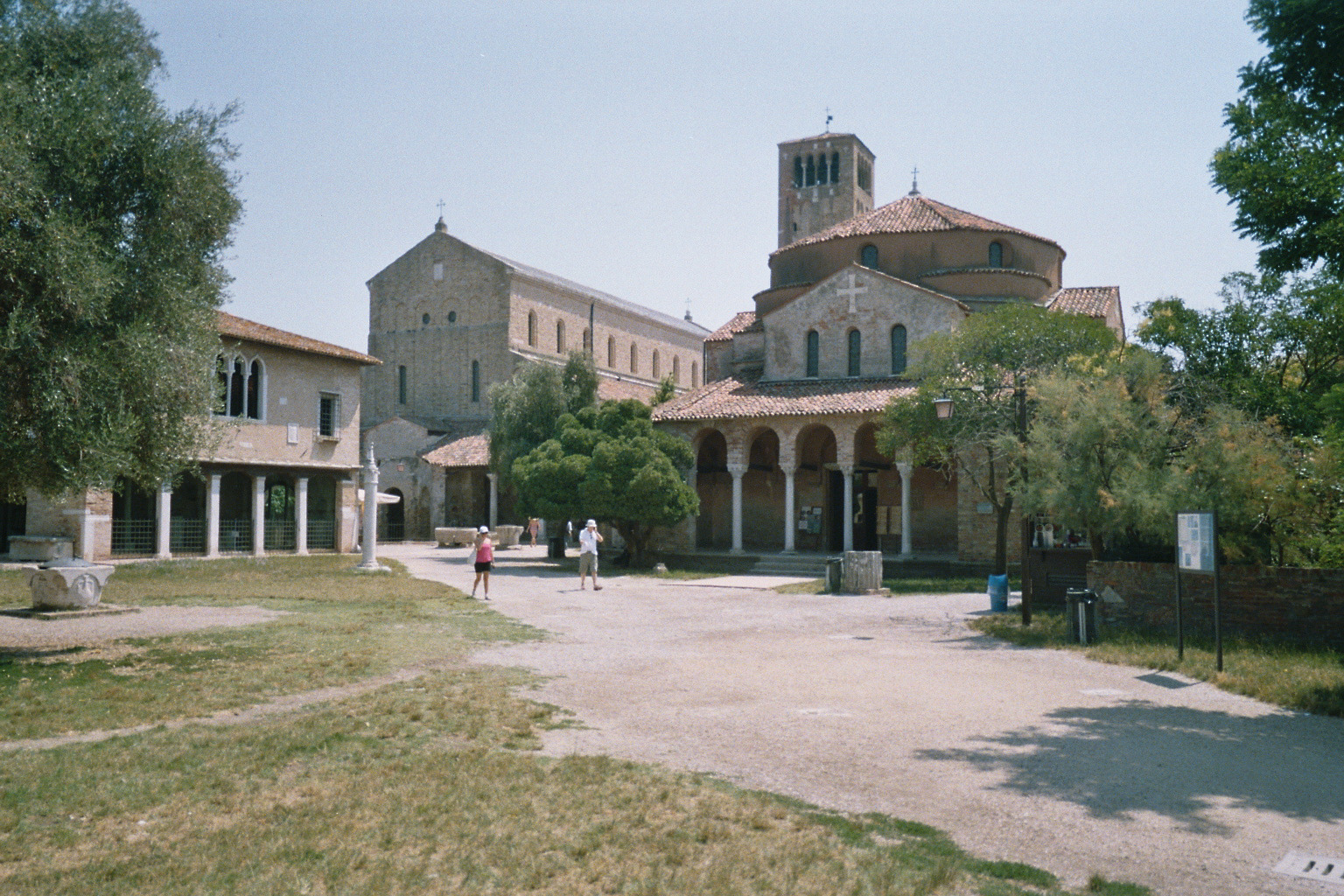
Torcello, Basilika, Baubeginn um 640, Emmanuel Cruvelier 2006

Bei der Wahl des ersten Dogen erscheinen entsprechend der venezianischen Tradition zum ersten Mal die so genannten zwölf „apostolischen“ Familien der Badoer, Barozzi, Contarini, Dandolo, Falier, Gradenigo, Memmo, Michiel, Morosini, Polani, Sanudo und Tiepolo.
Von Byzanz zunehmend unabhängig zeigte sich Venedig erstmals im beginnenden byzantinischen Bilderstreit (726/27), als sich die Stadt auf die päpstliche Seite stellte. Darüber hinaus kam es erstmals zu einem Vertrag aus eigener Autorität, also ohne byzantinische Bestätigung, mit den Langobarden. In diesem Zusammenhang soll der Doge den Beinamen „Ipato“ (griech. Hypatos), also „Konsul“ erhalten haben, allerdings wohl nicht, wie vielfach angenommen, in Anerkennung seiner Verdienste bei der Rückeroberung Ravennas und der Pentapolis nach 729. Die Rückeroberung Ravennas – dazu muss eine schlagkräftige Flotte bestanden haben – fand wohl 739/740 statt. Bereits 732 wurden die Orte der Lagune einem eigenen Bischof unterstellt, was ihre Zusammengehörigkeit verstärkt haben wird und sie zugleich deutlicher sichtbar machte.

### Zwischen Byzanz, den Langobarden und dem Frankenreich; Machtzentrum Venedig (ab 810/811)

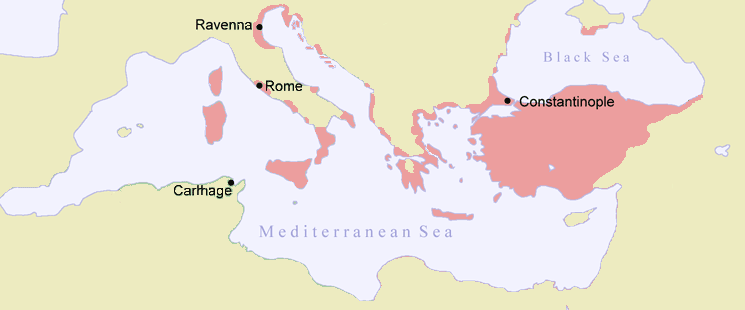
Das Byzantinische Reich um 717

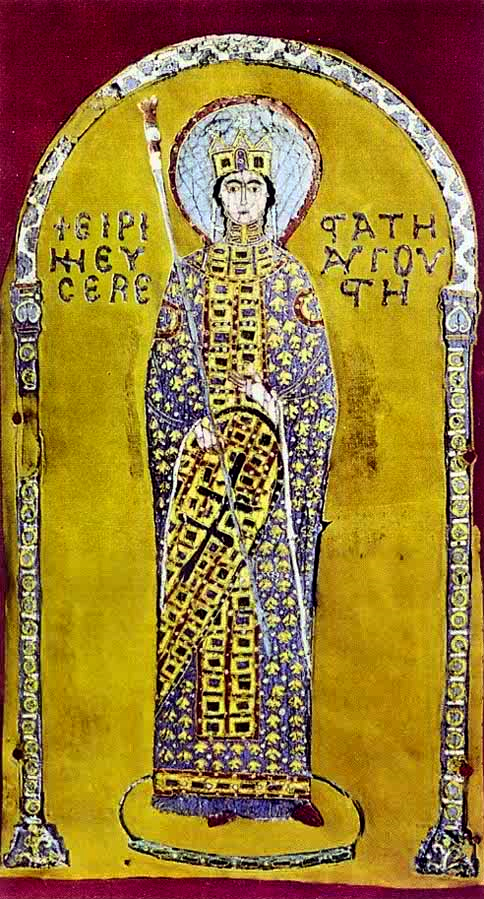
Kaiserin Irene von Byzanz (797–802) beherrschte von 780 bis 802 die byzantinische Politik, Pala d’oro in der Basilica di San Marco, 10. Jahrhundert

Mit der zweiten Eroberung Ravennas durch die Langobarden (751) war die byzantinische Herrschaft in Oberitalien beendet. Trotzdem wusste Venedig die weiterhin bestehende formale Abhängigkeit von Byzanz zu schätzen, denn nur diese versetzte es in die Lage, seine Unabhängigkeit zu bewahren: zunächst gegenüber den Langobarden, aber mehr noch gegenüber den Franken (der fränkische König Karl der Große eroberte 774 das Langobardenreich). Dessen Sohn, König Pippin von Italien, unternahm zwischen 803 und 810 mehrere Versuche, Venedig zu erobern, auch eine Belagerung der Stadt blieb am Ende erfolglos – wenn man der venezianischen Überlieferung folgt.
Im Frieden von Aachen wurde Venedig 812 schließlich als Teil des Byzantinischen Reiches anerkannt. Dies und die Verlegung des Dogensitzes an die Stelle des heutigen Dogenpalastes um 810 bildeten Grundlagen für die spätere Sonderentwicklung der Stadt gegenüber dem übrigen Italien.
Innerhalb der Lagune, deren Hauptstadt nun erst Venedig war, herrschte während dieses Prozesses keineswegs Einmütigkeit. Der vierte Doge Diodato, Sohn des wahrscheinlich ersten Dogen Orso, fiel 756 offenbar den Kämpfen zwischen prolangobardischer und probyzantinischer Fraktion zum Opfer. Auch der probyzantinische Nachfolger Galla, der ihn gestürzt hatte, fiel nach wenigen Monaten einem Attentat zum Opfer. Domenico Monegario wiederum führte bis zu seinem Sturz im Jahr 764 eine prolangobardische Fraktion, was dem oberitalienischen Handel Venedigs zugutekam. Zugleich wurden erste Versuche unternommen, die Macht des Dogen durch zwei Tribunen zu beschränken. Maurizio Galbaio, der von 764 bis 787 das Dogenamt innehatte, versuchte gegen starke Widerstände eine Dogendynastie durchzusetzen, indem er seinen Sohn Giovanni zum Nachfolger machte. Doch dieser überwarf sich mit dem Klerus der Stadt und unterlag schließlich einer profränkischen Fraktion unter der Führung des Obelerio, der dann allerdings im Vorfeld der Belagerung durch König Pippin, einen Sohn Karls des Großen, mitsamt seiner Familie 804 fliehen musste.
Unter der Dynastie der Particiaco machte die Vergrößerung der Stadt deutliche Fortschritte. Ihr Selbstbewusstsein wuchs, aber es fehlte noch eine spirituelle Erhöhung, ein Symbol für die Bedeutung der Stadt.

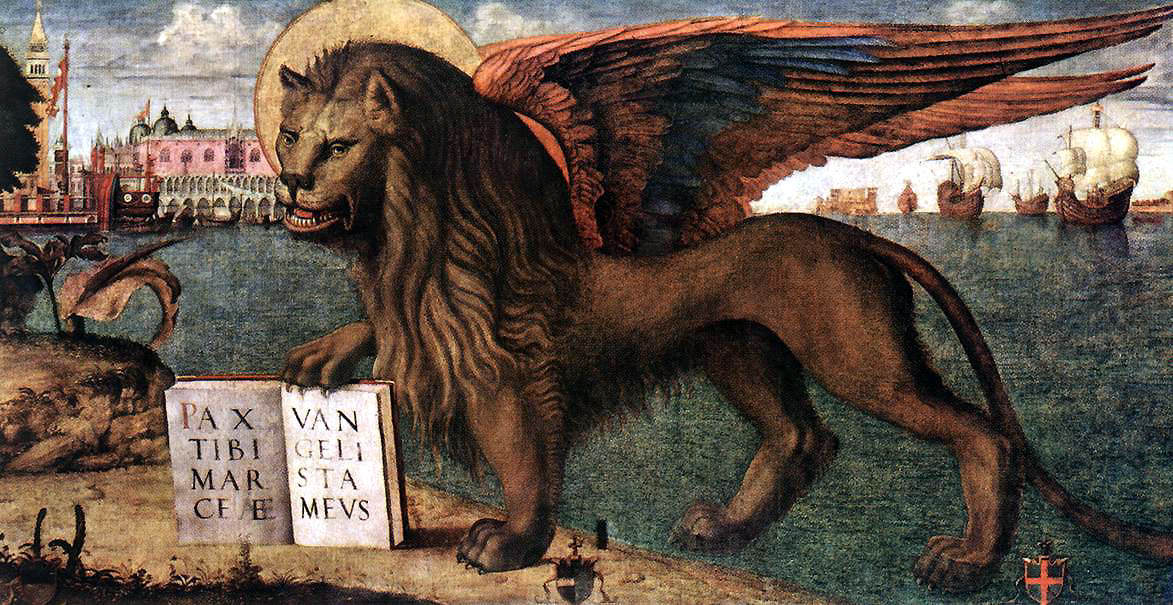
Wahr- und Hoheitszeichen der Serenissima: Der Markuslöwe (Ausschnitt aus einem Gemälde von Vittore Carpaccio, 1516)

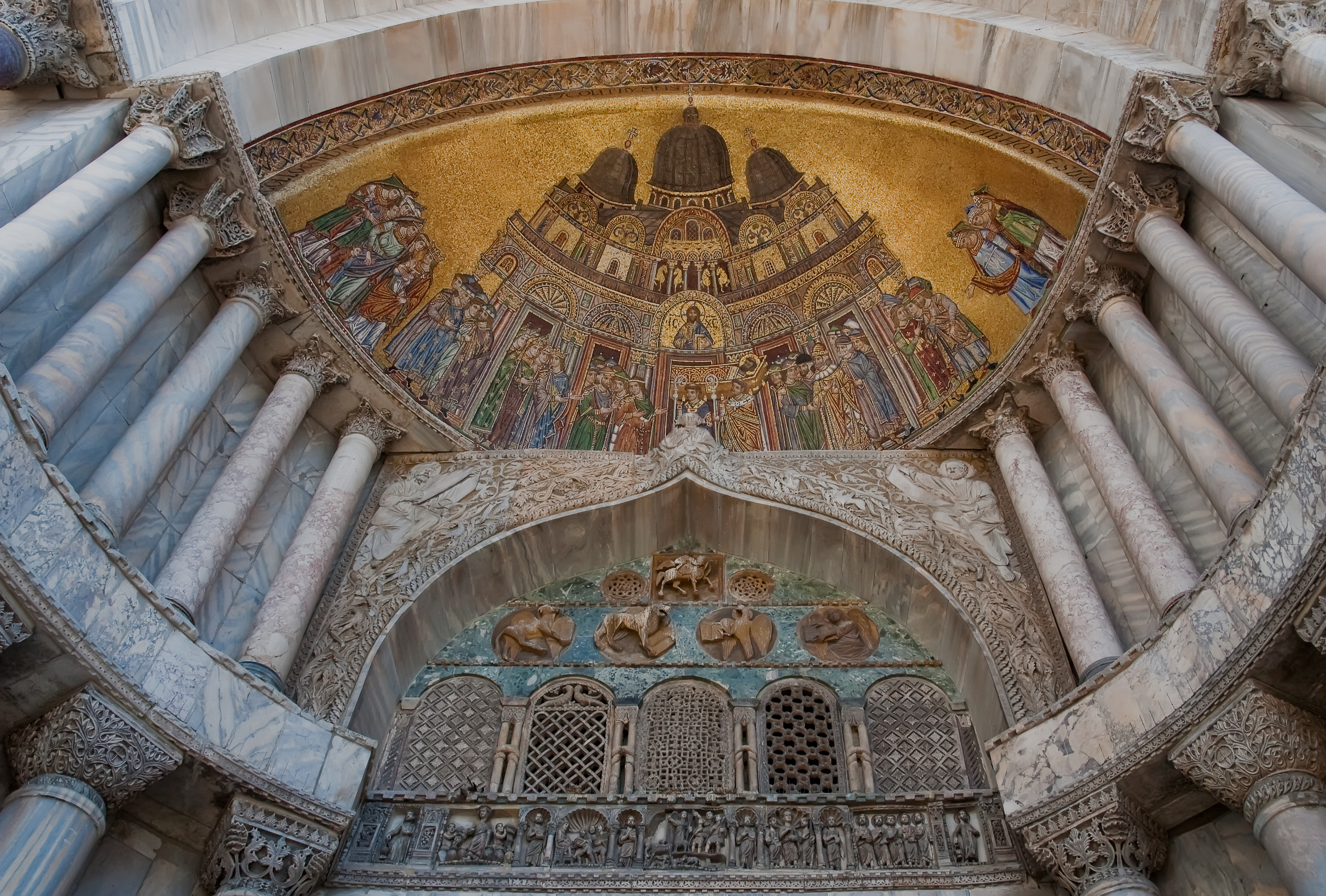
Mosaik an der Außenseite des Markusdoms, das die Kirche vor den Umbauten des 13. und 14. Jahrhunderts zeigt

Nach dem Raub der Markusreliquien aus Alexandria (828), wo sich bereits eine venezianische Kaufmannskolonie befand, wurde der Evangelist Markus Schutzpatron der Stadt. Die Republik wurde ihm geweiht und das Symbol des Evangelisten, der geflügelte Löwe, wurde zum Hoheitszeichen der „Republik“. Noch heute findet man ihn im gesamten Bereich ehemals venezianischer Besitzungen. Damit war ein weiterer Schritt zur Unabhängigkeit getan, jetzt gegenüber dem Patriarchen von Aquileia, der eine geistliche Oberherrschaft beanspruchte und damit Zugriff auf venezianische Bistümer forderte. Venedigs Anspruch wurde durch die Überführung der Reliquien des Evangelisten Markus nach Venedig symbolisiert. Als Hüter dieser hochrangigen Reliquie konnte Venedig seine spirituelle Stellung und die Unabhängigkeit vom Patriarchen von Aquileia dadurch unterstreichen, dass der Heilige, dem die Gründung des Patriarchats zugeschrieben wurde, „körperlich“ in Venedig anwesend war.
Doch die politischen Misserfolge des Dogen Iohannes Particiaco, der 829 aus Venedig fliehen und Zuflucht beim fränkischen Kaiser Lothar suchen musste, während der byzantinische Tribun Caroso für sechs Monate die Lagune beherrschte, kontrastierten scharf mit diesem symbolischen Erfolg. Nur mit Hilfe der Franken konnte der Doge zurückkehren. Er ließ Caroso blenden und verbannen, da er als Senator von Konstantinopel nicht hingerichtet werden durfte. Zugleich sollte das byzantinische Amt des Tribunen bald verschwinden. Doch schon 832 wurde Iohannes in ein Kloster verbannt.
Unter „Venetia“ verstand man nunmehr ein Gebiet, das von Grado bis Chioggia reichte. Im Pactum Lotharii, in dem Kaiser Lothar I. Venedig mit zahlreichen Rechten ausstattete (840) sind 18 verschiedene Orte angeführt, darunter Rialto und Olivolo (Castello). Ihre Unabhängigkeit wurde damit endgültig anerkannt.
Unter dem Dogen Tribunus Memus erfolgte die Einbeziehung dieser beiden Inselkomplexe in ein gemeinsames Verteidigungssystem, aus dem die eigentliche Stadt Venedig hervorging. Auslöser für diese Anstrengung waren Angriffe der Ungarn, die um 900 bis in die Lagune eingedrungen waren. Innerhalb der Stadt verfestigte sich eine Gruppe von vermögenden Händlern, die überwiegend aus den adligen Familien stammten. Im Gegensatz zu den Standesgenossen auf dem Festland stand bei ihnen der Handel in hohem Ansehen.

### Die Dogendynastie der Particiaco (810–887, 911–942)

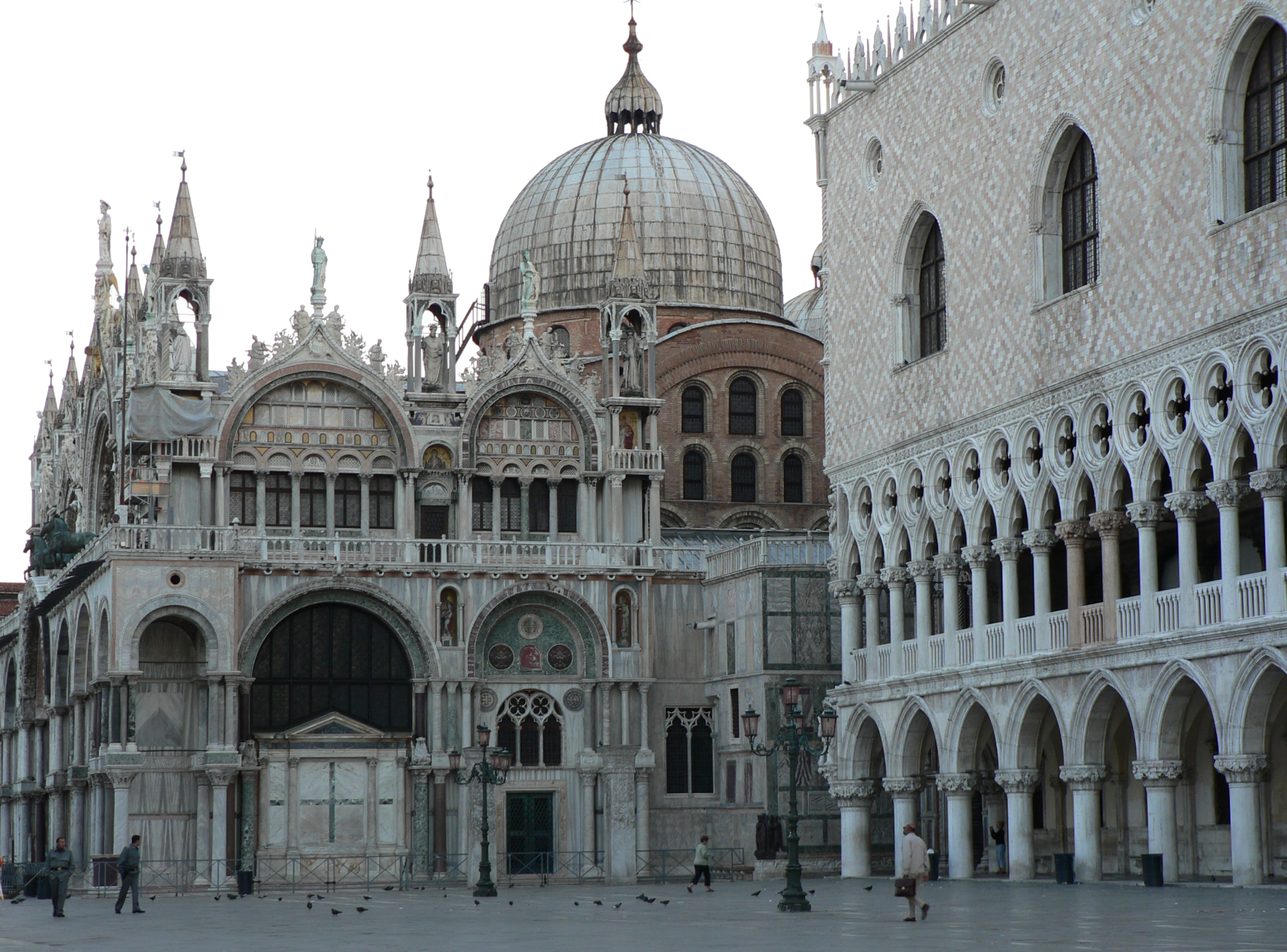
Dogenpalast und Markuskirche, Sitz und Symbol venezianischer Herrschaftsorgane

Die Schwäche des Byzantinischen Reiches veranlasste Venedig zur Einmischung in die durch Slawen, Ungarn und Muslime (Sarazenen) ausgelösten Plünder- und Eroberungszüge. Schon 827/828 schickte Venedig auf Verlangen des Kaisers eine Flotte gegen die Sarazenen, die mit der Eroberung Siziliens begonnen hatten. Zugleich bekämpfte Venedig Piratenflotten der Narentaner (im Süden des heutigen Kroatien), denen der Doge Pietro Candiano 887 zum Opfer fiel. Um 846 drangen Slawen bis Caorle vor, 875 die Sarazenen bis Grado – sie hatten schon in der Seeschlacht vor der Insel Sansego (Susak, südöstlich von Pola) den Venezianern schwer zugesetzt.
Um 880 gelang es Venedig jedoch, seine Stellung als regionale Vormacht auszubauen, eine Entwicklung, die auch das Vordringen der Ungarn (900) nicht aufhalten konnte, die Altino zerstörten. 854 und 946 wurde Comacchio, das die Mündung des Po beherrschte, durch die Venezianer erobert und zerstört. Damit geriet Venedig jedoch mit dem Kirchenstaat in Konflikt, denn dieser war durch die Pippinische Schenkung von 754 Oberherr von Comacchio geworden. Die Eroberer wurden erstmals von der päpstlichen Exkommunikation getroffen.
Das Verhältnis zu Byzanz nahm währenddessen zunehmend den Charakter eines Bündnisses an. Diese Phase der venezianischen Geschichte wurde von der Dynastie der Particiaco dominiert (810 bis 887, erneut 911 bis 942), wenn auch die Herrschaft des Pietro Tradonico, die überaus erfolgreich war, die Dominanz der Particiaco von 837 bis 864 unterbrach. Zugleich kam es zu mehreren Verträgen mit den Königen von Italien, wie 888 mit Berengar I., 891 mit Wido, 924 mit Rudolf von Burgund und 927 mit Hugo I.

### Die Dynastie der Candiano (942–976) und Otto I.
Schon unter Pietro II. Candiano (932–939) setzte Venedig seine Vormachtstellung gegenüber Capodistria (Koper), einem der wichtigsten Handelsorte auf Istrien, durch. Dazu genügte erstmals eine Blockade, ein Machtmittel, das Venedig in den Anrainerländern der Adria über Jahrhunderte erfolgreich einsetzte. Die Familie Candiano hatte schon früher eine bedeutende Rolle gespielt und 887 mit Pietro I. Candiano einen ersten Dogen gestellt. Er war jedoch bereits nach kaum einem halben Jahr beim Kampf gegen die Narentaner ums Leben gekommen.

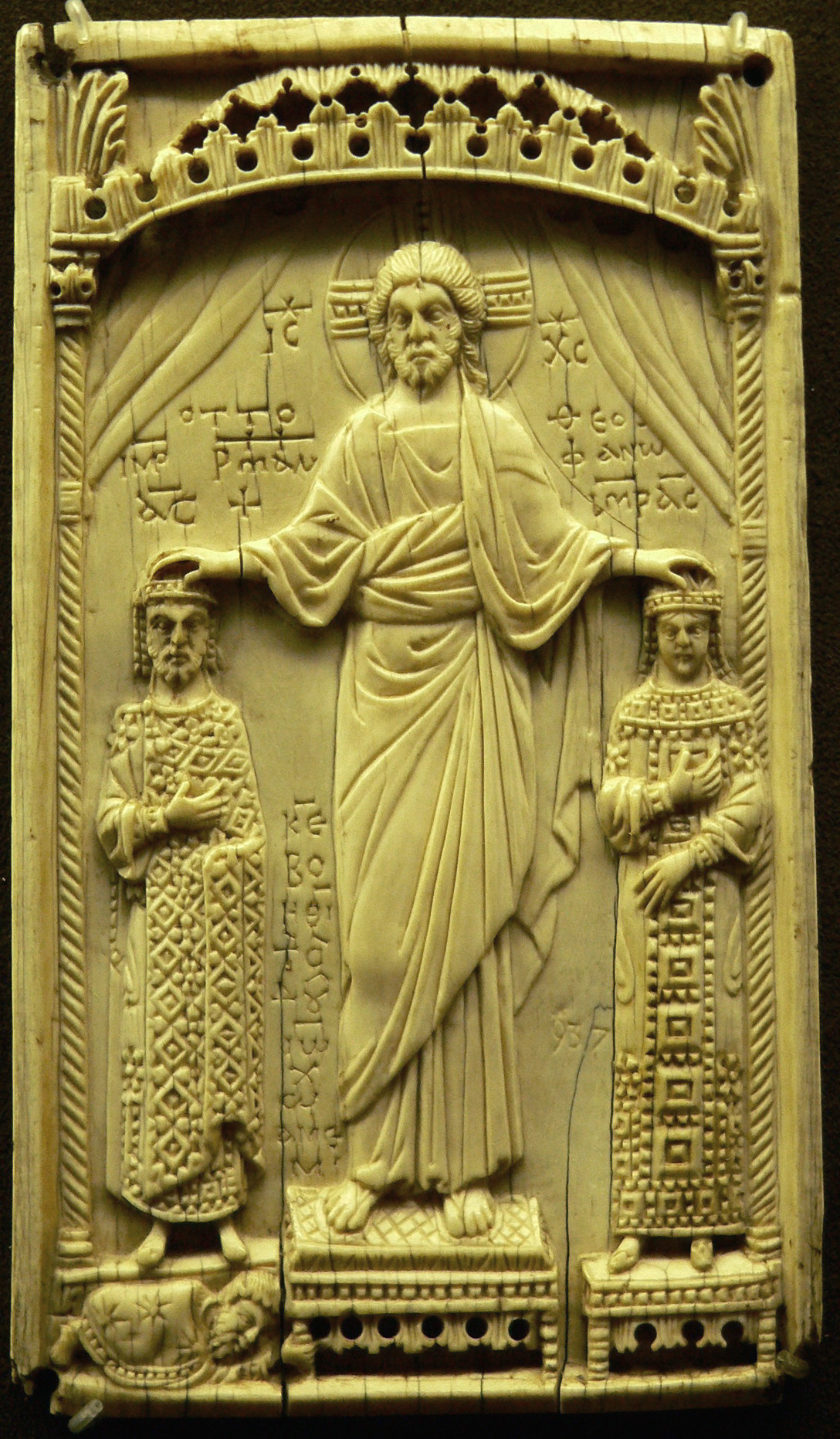
Christus selbst segnet die eheliche Verbindung zwischen Otto II. und Theophanu, zwischen dem Heiligen Römischen Reich und Byzanz, Relieftafel aus Elfenbein, Buchdeckel von 982/983, 18*10 cm, Musée national du Moyen Âge, Paris, Fonds Du Sommerard, Cl. 392

Unter der Dynastie der Candiano, die zwischen 942 und 976 ununterbrochen die Dogen stellten, schien es fast, als könnten westeuropäische, am Feudalsystem orientierte Vasallitätsverhältnisse die Oberhand gewinnen. Dabei musste Pietro III. Candiano (942–959) seinem Sohn Pietro IV. weichen, der von den Feudalherren des Festlands und König Berengar II., unterstützt wurde. Dieser wiederum lehnte sich an Otto I. an, der 962 zum Kaiser erhoben wurde, und der den Dogen dazu veranlasste, ihm Tribut zu leisten – im Tausch gegen den Zugriff auf die Kirchengüter in seinem Gebiet.

### Umsturz und Brand Venedigs (976), Bruch mit Otto II., Handelsembargos (981–983)
Die imperiale Politik Ottos II. brach jedoch gegenüber Venedig grundsätzlich mit der Tradition seines Vaters Ottos I., die seit 812 Bestand hatte. In der Folge wurde 976 die pro-ottonische Dynastie der Candiano gestürzt. Der Doge und sein Sohn wurden niedergestochen, der Dogenpalast und Hunderte von Häusern niedergebrannt. Der Witwe Pietros, Waldrada, beließ der neue Doge ihr Erbe, denn sie stand unter dem Schutz der Kaiserwitwe Adelheid.
Als die weiterhin Otto II. loyale Familie Coloprini mit den pro-byzantinischen Morosini und Orseolo in offenen Konflikt geriet, wandte sie sich an Kaiser Otto. Während die erste, im Januar oder Februar 981 angeordnete Handelsblockade Venedig kaum beeinträchtigte, fügte die zweite im Juli 983 verhängte Handelssperre der Stadt erhebliche Schäden zu. Die in Venedig verbliebenen Coloprini wurden nun gefangengesetzt, ihre Stadtpaläste zerstört, wenige Jahre später wurden auch die zurückgekehrten Coloprini von den Morosini umgebracht. Nur der frühe Tod Ottos II. (Ende 983) verhinderte möglicherweise die Unterwerfung Venedigs unter das Imperium.

### Die Orseolo (ab 991), Aufstieg zur Großmacht, Ausgreifen nach Dalmatien

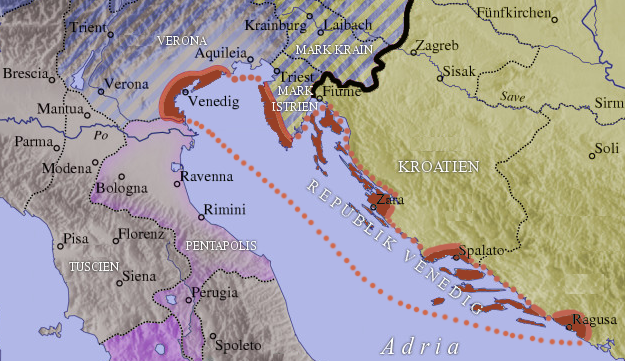
Herrschaftsgebiet der Republik Venedig um 1000

Mit der Regierungszeit des Dogen Pietro II. Orseolo (991–1008) begann der Aufstieg Venedigs zur Großmacht, und zwar wirtschaftlich und politisch. 992 erhielt Venedig ein Privileg des Kaisers Basileios II., das die Handelsabgaben in Byzanz erheblich reduzierte und die Venezianer gegenüber den konkurrierenden Städten begünstigte. Zugleich nannte das Privileg die Venezianer Extranei, also Fremde, was sicherlich keine Bezeichnung mehr für byzantinische Untertanen war, noch nicht einmal mehr dem Anspruch nach.
Ebenso richtungweisend war die Durchsetzung der freien Schifffahrt durch die Adria. 997 bis 998 gelang ein erster Feldzug gegen die narentanischen Piraten Dalmatiens, bis 1000 wurden die als Schlupfwinkel für Piraten geltenden Inseln Curzola und Lastovo erobert. Weiter im Süden der Adria gelangen ebenfalls wichtige Erfolge. 1002–1003 konnte die Flotte die sarazenischen Belagerer vor dem byzantinischen Bari besiegen.
Pietro wird die Zeremonie der alljährlichen Verehelichung Venedigs mit dem Meer zugeschrieben (Festa della Sensa). Dieses Staatsschauspiel unterstrich symbolisch Venedigs Anspruch auf Beherrschung der Adria, wenn nicht gar des gesamten Mittelmeeres. Die Fraktion der auf die Adria und den Fernhandel ausgerichteten Gruppen hatte sich endgültig durchgesetzt. Der Doge beanspruchte nun den Titel Dux Veneticorum et Dalmaticorum.

## Politische Institutionen, innere Machtbalance, Abriegelung der Führungsschicht

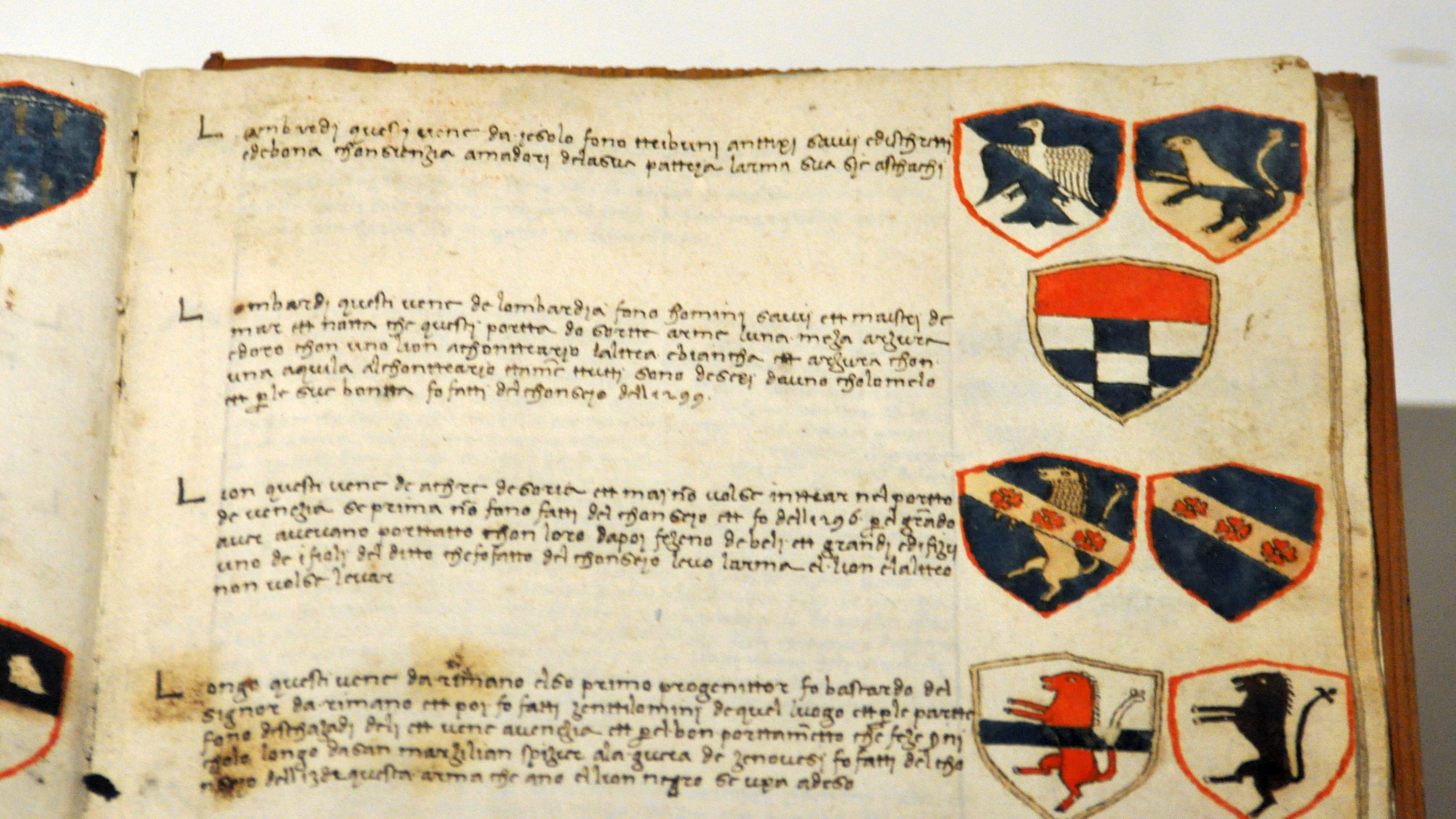
Obere Hälfte einer Manuskriptseite mit den Wappen und Namen der Familien des städtischen Adels, 4. Viertel 15. Jahrhundert, aufgeführt sind die Familien Lambredi, Lombardi, Lion und Longo, Archäologisches Nationalmuseum Venedig

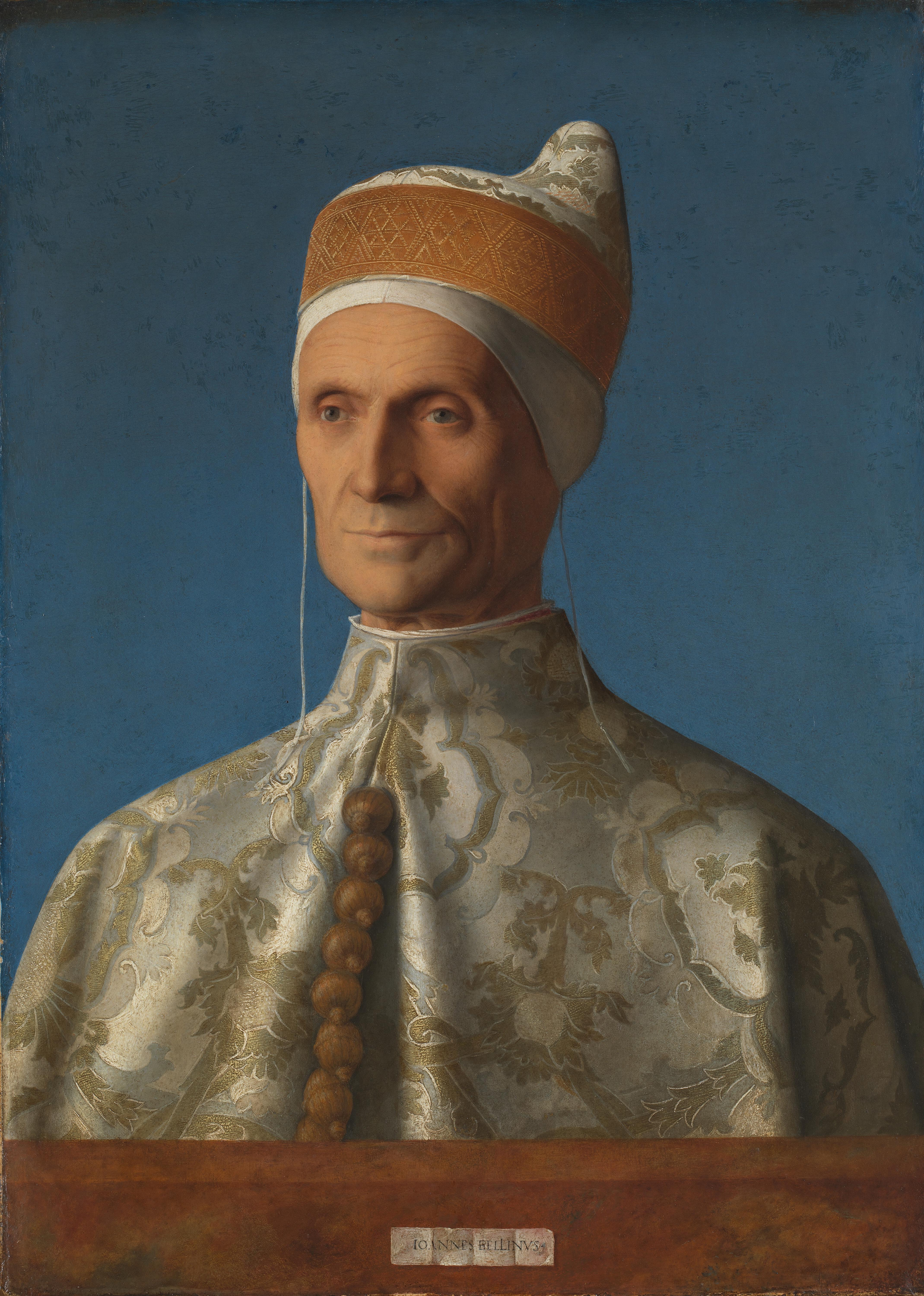
Porträt des Dogen Leonardo Loredan von Giovanni Bellini (nach 1501), 61,5 × 45 cm, National Gallery, London. Der Doge trägt den Corno Ducale auf dem Kopf, am Gewand sind wohl Bisamäpfel befestigt

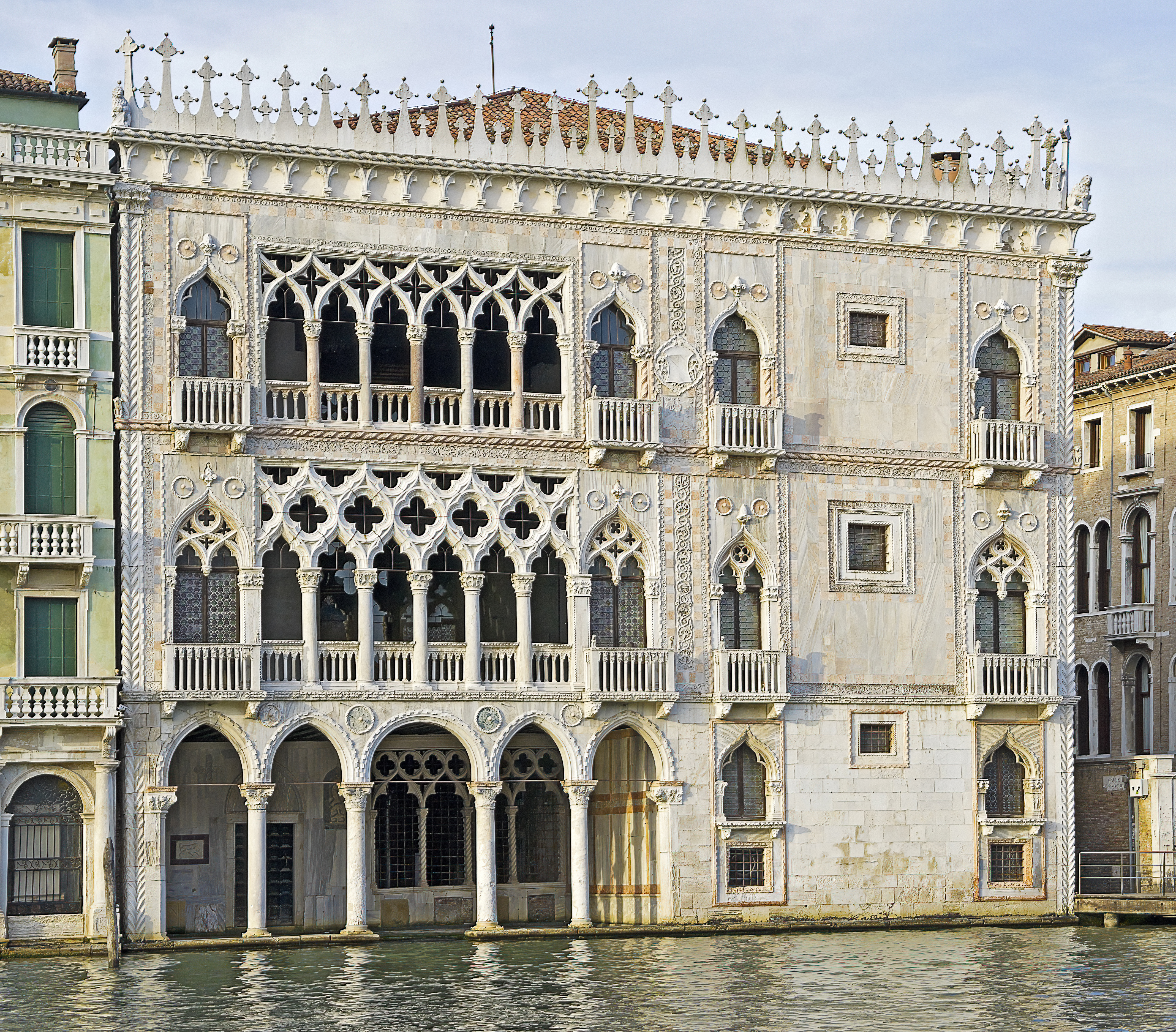
Die Ca’ d’Oro, ein Stadtpalast am Canal Grande, erbaut 1421–1442

Diese lange Phase, in der sich mächtige Familien mit ihrer Klientel blutige Kämpfe um die Dogenmacht lieferten und versuchten, eine Dynastie zu gründen, und in der vor allem auswärtige Mächte immer wieder als Zünglein an der Waage auftraten, hat in der venezianischen Historiographie tiefe Spuren hinterlassen – vor allem aber hat sie politische Reformen angestoßen. Diese zielten darauf ab, den mächtigen Dogen zu einer Repräsentationsfigur zu machen, die einer engen Kontrolle und Überwachung unterlag, ohne gänzlich den politischen Einfluss zu verlieren.
Venedigs ständische Ordnung korrespondierte bereits im Hoch- und Spätmittelalter mit der Arbeitsteilung. Die Nobilhòmini waren für die Politik und die gehobene Verwaltung sowie für die Kriegs- und Flottenführung zuständig. Ihre wirtschaftliche Grundlage war aber ebenso der Fernhandel wie bei den Cittadini, jenen Kaufleuten, deren Familien keinen Zugang zu den politisch entscheidenden Institutionen Venedigs hatten. Nobilhòmini und Cittadini sorgten für Geldmittel und Wertschöpfung durch Handel und Produktion, die Populani, die Mehrheit der Bevölkerung, stellte Soldaten, Matrosen, Handwerker, Dienstboten, leistete Handarbeit und trieb Kleinhandel.
Die frühen Institutionen sind in einer Gesellschaft entstanden, die schriftliche Dokumente nur relativ selten brauchte und sie nur begrenzt aufbewahrte. So entstanden der Kleine Rat als beratendes Gremium für den Dogen und der Arengo, eine Art Volksversammlung, die in der Frühzeit wohl noch Mitbestimmungsrechte hatte, doch bald zum reinen Akklamationsorgan wurde. Während der Arengo zunehmend an Bedeutung verlor, wuchs der Einfluss des Kleinen Rates, dessen sechs Mitglieder die Stadtsechstel (Sestieri) vertraten, aus denen Venedig bestand.
Bereits ab dem frühen 13. Jahrhundert existieren umfangreiche schriftliche Zeugnisse in Form von Ratsprotokollen und Bürgschaften. Die Dokumentation der Verfassungsentwicklung sowie der Innen- und Außenpolitik Venedigs ist von da an umfangreich, lückenarm und in ihrer Dichte wohl nur mit der des Vatikans zu vergleichen.
Dies stand in enger Wechselwirkung mit den Institutionen, die sich stetig veränderten und entwickelten. Beachtet wurde dabei stets das Prinzip einer sorgfältigen Austarierung von Macht und gegenseitiger Kontrolle der verschiedenen Gremien; dieses Prinzip war einer der Gründe für die einzigartige Stabilität dieses Staates im unruhigen Europa. Ziel aller Reformen war, die Vorherrschaft einer einzigen Familie, wie sie in den Stadtstaaten Oberitaliens üblich war und mit der Venedig selbst so schlechte Erfahrungen gemacht hatte, zu verhindern. Die Kehrseite war jedoch ein strenges Polizei- und Spitzelsystem.
Zwischen 1132 und 1148 wurde der Alleinherrschaft des Dogen ein Gremium gegenübergestellt, aus dem sich der Große Rat entwickelte. Hierin hatten Vertreter der bedeutendsten Familien Sitz und Stimme. Um 1200 wenig mehr als 40 Mitglieder umfassend, wuchs er zeitweilig auf über 2.000 Mitglieder an. Mit dem Jahr 1297 kam es zur sogenannten Schließung des Großen Rates (Serrata), ein längerer Prozess, der sich bis ins 14. Jahrhundert hinzog. Hiermit wurde der Zugang zum Großen Rat mit dem Recht aktiver und passiver Wahl des Dogen und aller Führungsämter auf die ratsfähigen Familien beschränkt. „Lebenslänglich erbliche Mitgliedschaft in diesem Rat gab allen Angehörigen der herrschenden Klasse die Sicherheit, dass sie sich nicht plötzlich ausgeschlossen finden würden.“ Am 16. September 1323 wurde geklärt, dass zum Großen Rat zugelassen war, wessen Vater oder Großvater im Großen Rat gesessen hatte. 1350 zählten zu den zwölf großen Familien die Badoer, Baseggio, Contarini, Corner, Dandolo, Falier(o), Giustiniani, Gradenigo mit ihrer Nebenlinie Dolfin, Morosini, Michiel (der Überlieferung nach ein Zweig der Frangipani), Polani und Sanudo. Ihnen folgten im Rang die zwölf weiteren Familien Barozzi, Belegno, Bembo, Gauli, Memmo, Querini, Soranzo, Tiepolo, Zane, Zen, Ziani und Zorzi. (Den Belegno folgten später die Bragadin nach und den Ziani die Salamon.) Im Range nach diesen kamen 116 ratsfähige Familien, die als curti oder Case Nuove bezeichnet wurden (darunter so namhafte wie die Barbarigo, Barbaro, Foscari, Grimani, Loredan, Mocenigo, Pisani, Polo, Tron, Vendramin oder Venier) sowie 13 Familien, die aus Konstantinopel eingewandert waren. Später wurden noch einige weitere einheimische und zugewanderte Familien kooptiert. Im 15. Jahrhundert wurde das Patriziat ehrenhalber an etwa 15 „ausländische“ Adelsfamilien verliehen, die sich vor allem durch militärische Unterstützung um die Serenissima verdient gemacht hatten.
Am 31. August 1506 wurde die Eintragung der Kinder der ratsfähigen Familien in ein Geburtsregister (Libro d’oro di nascita) geregelt und seit dem 26. April 1526 gibt es das Libro d’oro dei matrimonio, in dem die Eheschließungen der Nobilhòmini eingetragen wurden. Nur wer in diesen Listen, die später Goldenes Buch genannt wurden, eingetragen war und sich mit Erreichen der Volljährigkeit erneut hat registrieren lassen, gehörte dem Großen Rate (maggior consiglio) auf Lebenszeit an. Der Große Rat war keine eigentliche Legislative, musste jedoch zu allen Gesetzesvorlagen gehört werden. Zugleich wurden hier alle politischen Ämter besetzt, so dass er gelegentlich als „Wahlmaschinerie“ bezeichnet wurde.
Eine Art Präsidium des Großen Rates war die Signoria, das höchste Kontrollorgan. In ihr waren – neben dem Dogen und dem Kleinen Rat – die Häupter der Quarantia vertreten, die Vorsitzenden des obersten Gerichts. Mitte des 13. Jahrhunderts ging aus dem Großen Rat der Senat hervor, der ursprünglich ein Ratsgremium aus altgedienten Händlern und Diplomaten war, das sich mit Handels- und Schifffahrtsfragen befasste. Da sich um diese Fragen in Venedig alle anderen politischen Fragen drehten, zogen die zunächst als Pregati bezeichneten Senatoren nach und nach vielerlei Aufgaben an sich und bildeten damit eine Art Regierung. Umgekehrt veranlasste dies alle Fernhändlerfamilien dazu, ihren Einfluss hier zu konzentrieren, wo alle Wirtschaftsfragen verhandelt und entschieden wurden.
Daneben gab es ab 1310 den Rat der Zehn, eine Kontrollinstanz, in der, wie in fast allen bedeutenden Gremien, auch der Doge Sitz und Stimme hatte. Der Rat der Zehn war nach einem Adelsaufstand geschaffen worden, um weitere Unruhen zu verhindern. Er war eine Art oberstes Polizei- und Verwaltungsorgan, das mit umfassenden Rechten ausgestattet war. Es ist bezeichnend für Venedig, dass dieses Organ öffentlicher Kontrolle und Überwachung zeitweise in scharfe Konkurrenz zum Senat trat, vor allem in Krisenzeiten.
Eines der höchsten Ämter nach dem Dogen war das der ebenfalls auf Lebenszeit gewählten Prokuratoren, die eine Art Finanz- und Schatzministerium darstellten. Sie residierten in den Prokuratien am Markusplatz.
Neben diesen Hauptgremien entstanden zu jedem größeren Fragenkomplex Sondergremien, die sich etwa mit dem Siedleraufstand auf Kreta befassten, mit der Reinigung der Kanäle und wasserwirtschaftlicher Regulierung in der Lagune, mit den öffentlichen Sitten und der Mode usw. Alle Ämter – außer das des Dogen, der Prokuratoren und des Kanzlers – wurden nur kurzfristig, maximal auf ein oder zwei Jahre, besetzt. Oftmals überschnitten sich auch Zuständigkeiten und Aufgaben unterschiedlicher Gremien, was auch der gegenseitigen Kontrolle diente. Bei Verfehlungen im Amt ermittelten Advocatores und erhoben gegebenenfalls Anklage gegen die Verantwortlichen. Eine regelrechte Berufsausbildung existierte bis zum Ende der Republik nicht, so dass alle Positionen von mehr oder minder erfahrenen Laien ausgefüllt wurden.
Im Dogenpalast leitete der Kanzler, ein als einziger auf Lebenszeit nicht von einem Nobilhòmine eingenommener Posten, den Schriftverkehr. Er war der einzige, an dessen Befähigung überprüfbare Kriterien gestellt wurden, während alle anderen nur als geeignet eingeschätzt und gewählt werden mussten. Auch andere untergeordnete Verwaltungsposten wurden mit Cittadini besetzt, wobei dafür nur solche in Frage kamen, die, genauso wie deren Väter und Großväter, aus rechtmäßiger Ehe in Venedig geboren und ins sogenannte „Silberne Buch“ eingetragen worden waren.
Die politische Führung einschließlich der Finanzorgane ballte sich um den Markusplatz, während die Insel Rialto das ökonomische Zentrum bildete.

## Großmacht und Niedergang

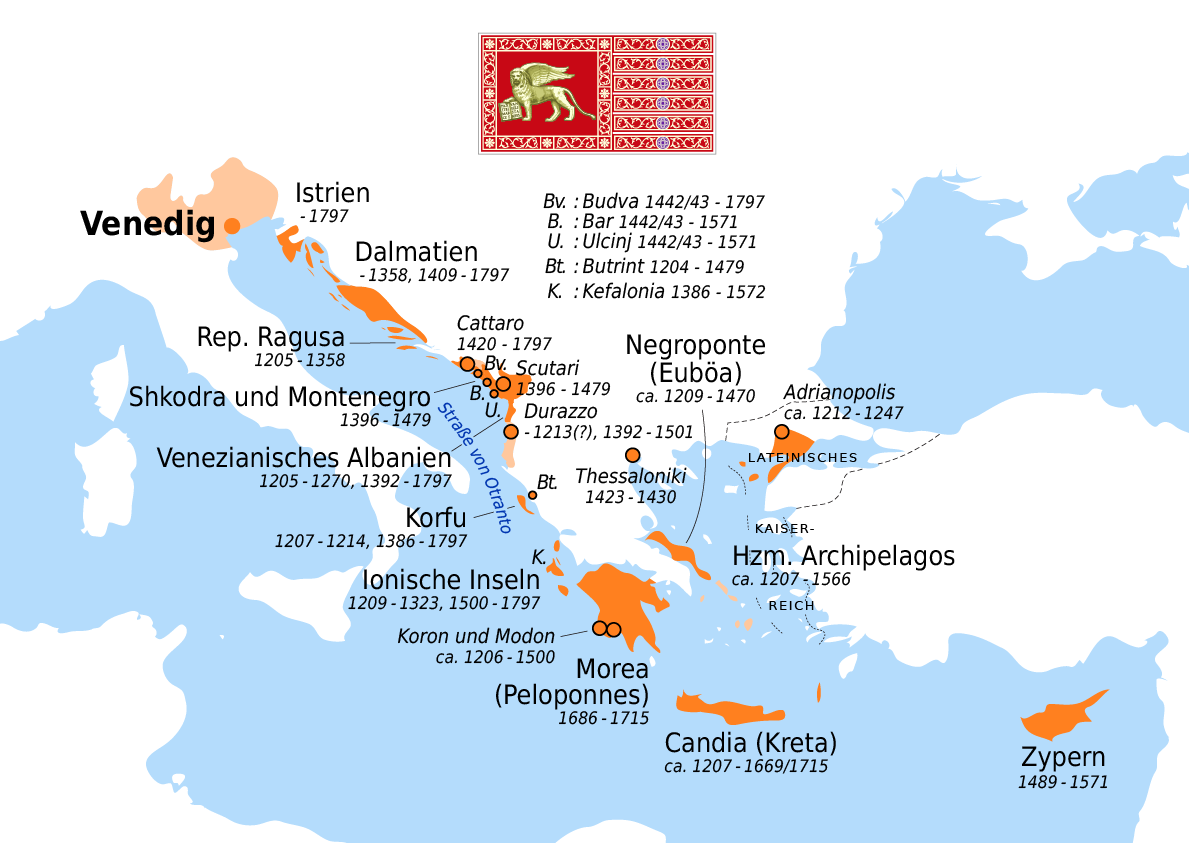
Venezianische Kolonien und Stützpunkte

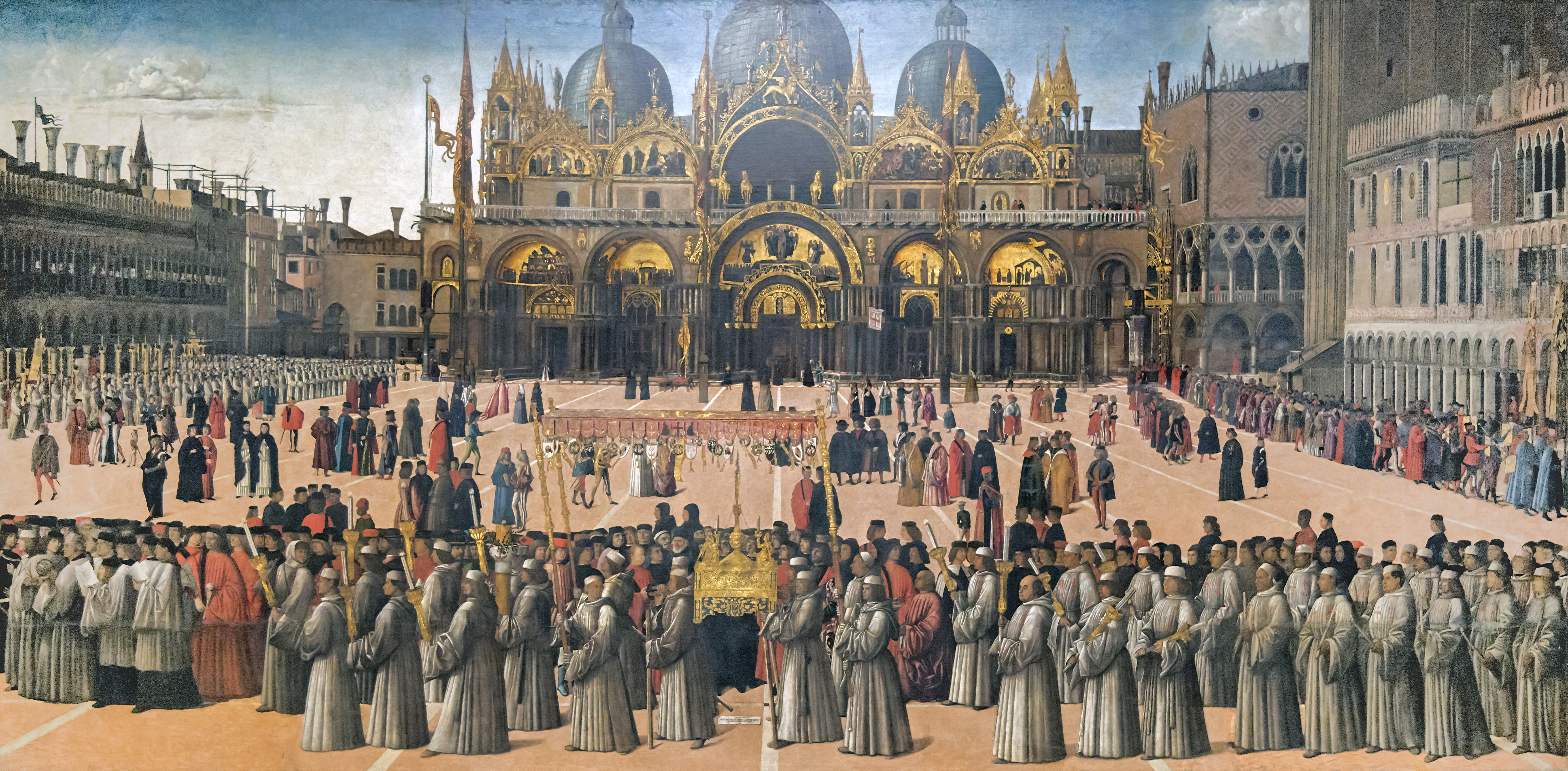
Gentile Bellini: Prozession auf dem Markusplatz (1496), 367 × 745 cm, Gallerie dell’Accademia, Venedig

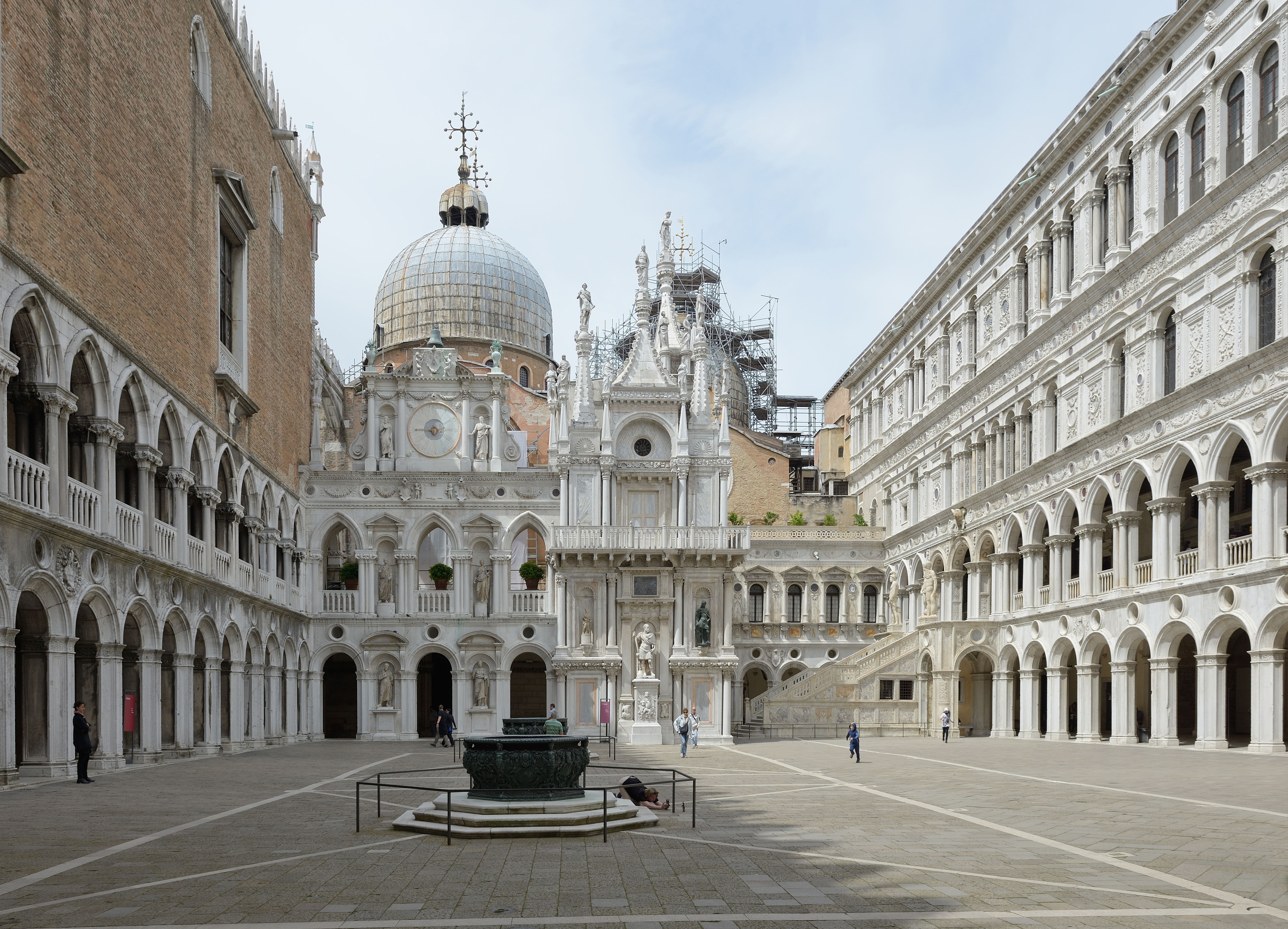
Blick vom Innenhof des Dogenpalasts auf die Markusbasilika

### Vormacht in der Adria, Handelsdrehscheibe zwischen Ost und West
Neben den Konflikten mit dem Heiligen Römischen Reich, besonders mit dem Patriarchen von Aquileia, bedrohten vor allem die Normannen Süditaliens Venedigs Machtstellung in der Adria. Zugleich drängten Ungarn und Kroaten an die Adriaküste. Als 1075 die dalmatinischen Städte die Normannen um Hilfe gegen die Kroaten ersuchten und der Normannenführer Robert Guiscard auf Eroberungszug gen Konstantinopel bereits in Albanien Fuß fasste, drohten Venedigs Handelswege durch die Adria abgesperrt zu werden. Diese Befürchtung sollte die Stadt nicht mehr loslassen und veranlasste sie dazu, die Herrschaft einer einzigen politischen Macht über beide Adria-Ufer mit allen Mitteln zu verhindern. Nur so konnte Venedigs Existenzgrundlage, der Fernhandel, gesichert werden.
Schon früher hatte Venedig Privilegien erhalten, doch seine Handelsvormacht beruhte in der Hauptsache auf zwei Privilegien. Diese hatte die Stadt dadurch errungen, dass sie einerseits Heinrich IV. im Investiturstreit mit Papst Gregor VII. unterstützte. Andererseits stand sie Kaiser Alexios I. von Byzanz gegen die türkischen Seldschuken und die Normannen Süditaliens bei, die Konstantinopel von Osten und Westen zugleich bedrohten. Durch das Privileg Heinrichs IV. war es den Händlern des Heiligen Römischen Reichs verboten, ihre Waren über Venedig hinaus nach Osten zu bringen. Umgekehrt durften griechische, syrische oder ägyptische Händler ihre Waren nicht im Reich anbieten. So fungierte Venedig als Makler zwischen den beiden Kaiserreichen, eine Funktion, die durch Handelshäuser für die verschiedenen Händlernationen zum Ausdruck kam, deren Gebühren und Zölle große Mengen an Gold und Silber in die Stadt brachten.
Als besonders konfliktreich erwies sich dennoch bald das Verhältnis zu seinem alten Verbündeten, dem Byzantinischen Reich. Das Kaiserreich war nach der Schlacht von Manzikert (1071) zunehmend gegen die türkischen Seldschuken in die Defensive geraten. Venedig bot Kaiser Alexios I. die Unterstützung seiner Flotte im Kampf gegen die Türken und die Normannen an und erhielt hierfür Handelsprivilegien, die seine Händler ab 1082 von allen Abgaben befreiten. Dazu kam ein großes Händlerquartier am Goldenen Horn. Hierdurch gelang es den Venezianern innerhalb weniger Jahrzehnte, das Byzantinische Reich wirtschaftlich zu dominieren. Diese Vorherrschaft ging so weit, dass das wirtschaftliche Fundament des byzantinischen Staates gefährdet wurde. Das Morgenländische Schisma (1054) sowie der Erste Kreuzzug von 1096 bis 1099 trugen weiter zur Entfremdung zwischen Venedig und Byzanz bei.
Doch die Kreuzzüge eröffneten den italienischen Handelsstädten neue Möglichkeiten. Um sich hier einzuschalten, schickte Venedig 1099, nachdem es sich lange vom Kreuzzug ferngehalten hatte, 207 Schiffe unter dem Kommando des Dogensohns Giovanni Vitale und des Bischofs von Olivolo aus. Im Dezember kam es vor Rhodos zu einer Seeschlacht mit Konkurrenten aus Pisa, nach deren Niederlage die Venezianer Reliquien des Hl. Nikolaus aus Myra mitnahmen. Venedig erhielt Abgabenfreiheit und Kolonien in allen noch zu erobernden Städten des entstehenden Königreichs Jerusalem.

### Konflikt mit Ungarn, Friedrich Barbarossa und der Friede von Venedig (1177), Normannen und Byzanz
Mit dem Königreich Kroatien, das in Personalunion zum Königreich Ungarn gehörte und vom Papst unterstützt wurde, kam es schon seit dem frühen 10. Jahrhundert immer wieder zu Konflikten um die Städte Istriens und Kroatiens und um den Bischofssitz Grado. Dabei verbündeten sich die Gegner Venedigs mit den Normannen und nahmen bei einer Seeschlacht vor Korfu den Sohn des Dogen Domenico Silvo (1070–1084) gefangen. Die Gegnerschaft der Normannen basierte wiederum darauf, dass sie versuchten, das Byzantinische Reich zu erobern, während der Doge, der mit einer Tochter des Kaisers verheiratet war, dort Handelsinteressen verfolgte. Kaiser Alexios I. übertrug dem Dogen den Titel Herzog von Dalmatien und Kroatien. Gleichzeitig setzte jedoch Ladislaus einen Neffen als König in Dalmatien und Kroatien ein. 1105 bis 1115 eskalierte der Konflikt in einem Krieg, in dessen Verlauf Venedig einige Küstenorte zurückerobern konnte. 1125 fiel Split.
1133–1135 eroberten die Kroaten wiederum Šibenik, Trogir und Split. Zugleich versuchte Padua das venezianische Salzmonopol abzuschütteln, und Ancona versuchte Venedig die Vorherrschaft in der Adria streitig zu machen. Papst Eugen III. ließ Venedig und seinen Dogen exkommunizieren. Bei internen Machtkämpfen wurden die mächtigen Badoer und Dandolo zeitweise entmachtet. Besonders gefährlich wurde die Situation, als sich ein Ehebündnis zwischen Ungarn und Byzanz abzeichnete.
Das Konfliktfeld wurde noch dadurch ausgeweitet, dass sich Friedrich Barbarossa in die italienische Politik einschaltete. Venedig verband sich 1167 mit der Lega Lombarda, einem oberitalienischen Städtebund, der vom Papst unterstützt wurde (vgl. Ghibellinen und Guelfen). Selbst mit den Normannen Süditaliens befand sich Venedig nun im Bund, denn, eine weitere Konstante venezianischer Politik, die Stadt hatte kein Interesse an einem übermächtigen Nachbarn auf dem Festland. 1177 vereinbarten Friedrich I. und Papst Alexander III. einen Friedensschluss in Venedig unter Vermittlung des Dogen Sebastiano Ziani.
Unter Kaiser Manuel I. (1143–1180), dessen Mutter aus Ungarn stammte, gelang Byzanz die Unterwerfung erheblicher Teile des heute zu Serbien gehörenden Raszien. 1167 unterlagen ihm die Ungarn, wodurch Byzanz erneut zum unmittelbaren Nachbarn Venedigs wurde.

### Kreuzzugsflotte (1123), offener Konflikt mit Byzanz (1124, ab 1171), Vierter Kreuzzug (1201–1204)

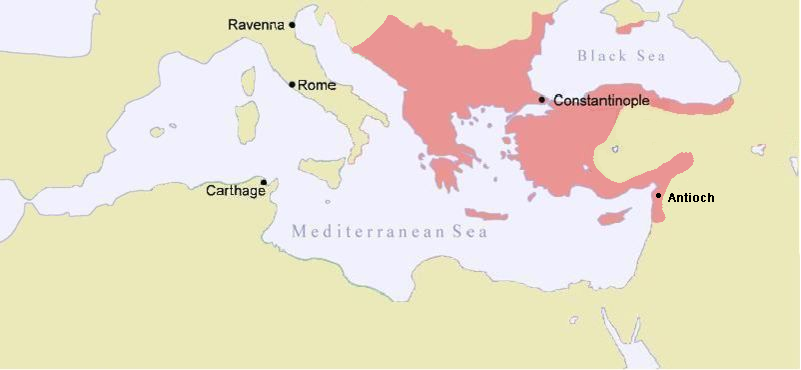
Das Byzantinische Reich um 1170

Die Beziehungen zu Byzanz waren seit Jahrzehnten äußerst gespannt. Seit dem Privileg von 1082 beharrte Venedig zunehmend auf einer monopolartigen Stellung in Konstantinopel. Dies führte zu schweren Konflikten vor allem mit Pisa, die sich im Laufe der Kriege um das Heilige Land weiter steigerten. Der Doge Domenico Michiel fuhr mit 40 Galeeren, 40 Frachtschiffen und weiteren 28 Schiffen im April 1123 zur Unterstützung Balduins II. nach Jerusalem, schlug vor Askalon eine ägyptische Flotte und am 7. Juli 1124 fiel Tyros. Der Doge lehnte zwar die Königskrone von Jerusalem ab, fuhr aber mit seiner Flotte gegen Byzanz, als er von der Privilegierung der Pisaner durch Kaiser Johannes hörte. Dabei plünderte die Flotte Rhodos, Samos, Chios, Lesbos, Andros, Modon und Kephallenia. 1126 erneuerte der Kaiser das Handelsprivileg von 1082.
Kaiser Manuel I. (1143–1180), der Sohn und Nachfolger Johannes’, betrieb nicht nur eine Restaurationspolitik in Kleinasien und Italien (Ancona war für fast zwei Jahrzehnte byzantinischer Brückenkopf), sondern auch eine Annäherung an Ungarn. Beide Ziele der byzantinischen Politik richteten sich gegen die Interessen Venedigs, da Konstantinopel bei ihrer Verwirklichung seinen Machtbereich bis nach Istrien ausgedehnt und darüber hinaus mit der Kontrolle der Adria die Macht über Venedigs Seewege erlangt hätte.
Kaiser Manuel wollte außerdem das Abkommen von 1082 widerrufen. Er beschlagnahmte am 12. März 1171 in einer offenbar völlig überraschenden Aktion sämtlichen venezianischen Besitz und inhaftierte in einer Nacht die Venezianer in seinem gesamten Machtbereich. Zwar führte eine venezianische Flotte unter der persönlichen Führung des Dogen Vitale Michiel II. einen Rachefeldzug durch, musste sich aber unverrichteter Dinge zurückziehen. In Venedig führte dies zu Tumulten, in deren Verlauf der Doge auf offener Straße ermordet wurde. Noch erheblich mehr Opfer forderten die Lateinerpogrome von 1182 unter Manuels Nachfolger Alexios II. Komnenos. Hiervon waren die konkurrierenden italienischen Städte jedoch stärker betroffen als Venedig, dessen Händler 1185 wieder Zugang zum byzantinischen Markt erhielten, wenn auch unter deutlich stärkeren Beschränkungen als vor 1171. Mit einem Sieg über die pisanische Flotte konnte Venedig 1196 wieder sein Handelsmonopol in der Adria durchsetzen. Alexios III. stellte Venedig 1198 ein weit reichendes Handelsprivileg aus.
Die Katastrophe von 1171 führte offenbar zur Überwindung der sozialen Spannungen und der Gegensätze innerhalb der Führungsschicht. Die sechs Stadtquartiere (Sestieri) entstanden, von je einem Vertreter im Kleinen Rat repräsentiert, Kontroll- und Steuerungsorganisationen für Handel und Produktion wurden eingerichtet, der Lebensmittelmarkt streng reguliert, kriegswirtschaftliche Anstrengungen unternommen. Zudem wurden alle Vermögenden einem rigorosen Beleihungssystem unterworfen, bei dem gegen Zins kurzfristig große Geldmengen aufgebracht werden konnten, um Kriege zu bezahlen, aber auch, um die Versorgung der Stadt mit Lebensmitteln zu sichern.

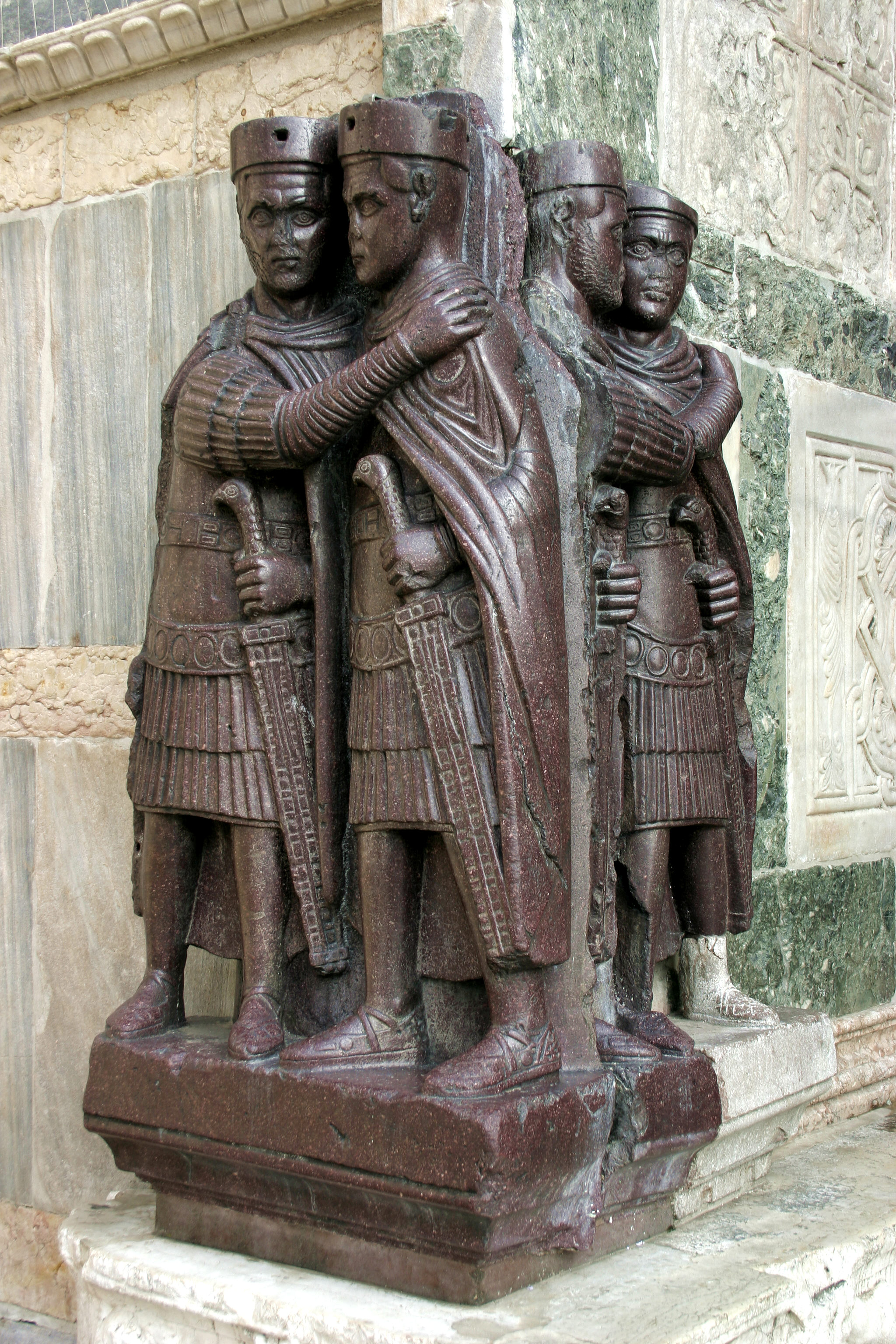
Die Venezianische Tetrarchengruppe am Markusdom, ein Beutestück aus Porphyr aus Konstantinopel. Sie verweisen auf Kaiser Diokletian und seine Mitkaiser.

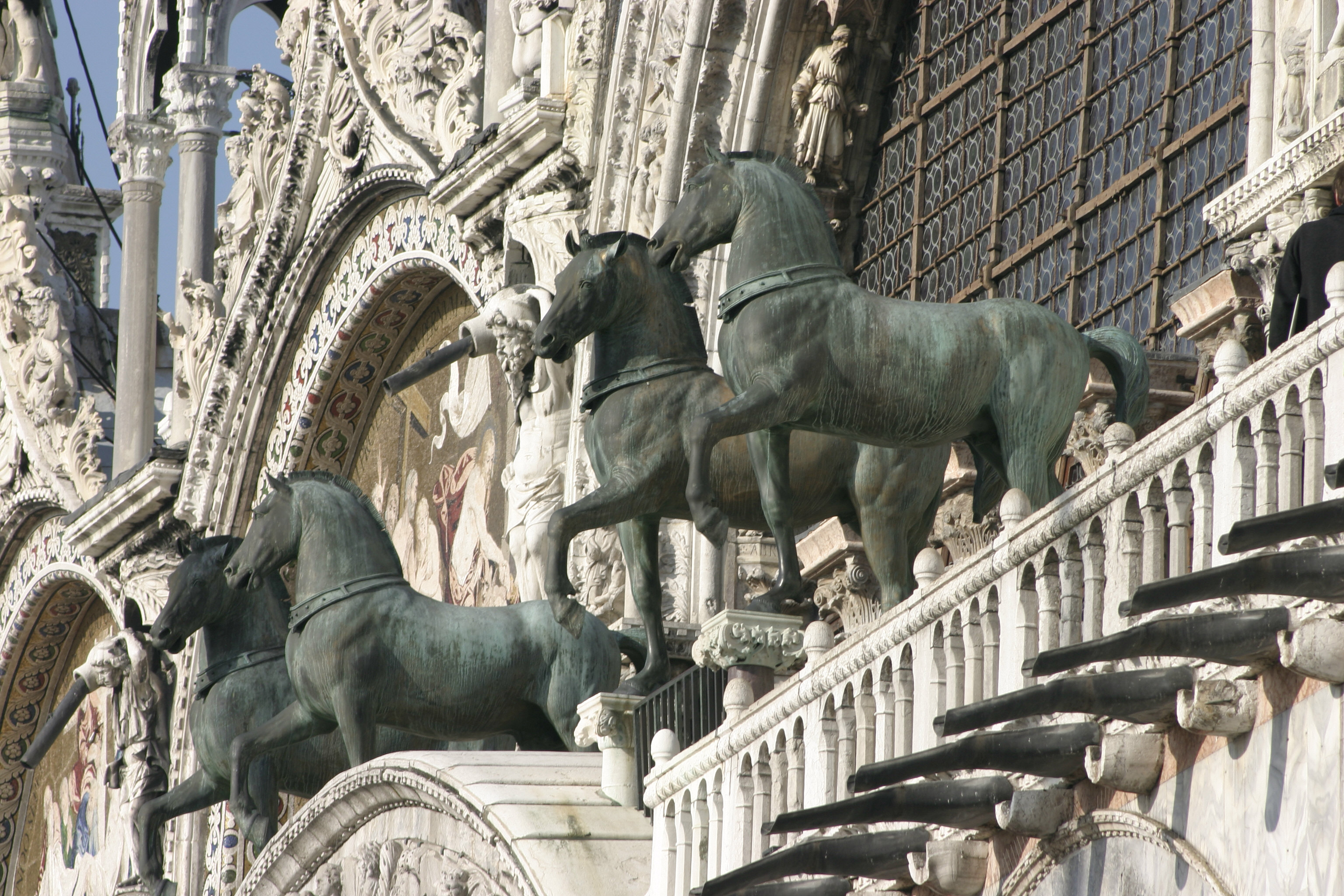
Die Bronzequadriga an der Markuskirche, ebenfalls ein Beutestück.

Den Vierten Kreuzzug (1201–1204) nutzte der Doge Enrico Dandolo zur Eroberung der immer noch reichen Metropole Konstantinopel am Bosporus – der bei weitem größten Stadt Europas. Dabei kam ihm zustatten, dass das Byzantinische Reich zu zerfallen begann, denn Trapezunt, Kleinarmenien, Zypern und Teile Mittelgriechenlands um Korinth hatten sich bereits von der Hauptstadt losgesagt. Das unter Geldmangel leidende Kreuzfahrerheer, das sich ab 1201 bei Venedig sammelte, akzeptierte Dandolos Vorschlag, das katholische Zara (Zadar) – zur Kompensation der Überfahrt ins Heilige Land bzw. nach Ägypten auf venezianischen Schiffen – für Venedig zurückzuerobern. Nach der Eroberung gab Dandolo die Flucht eines byzantinischen Thronprätendenten den Vorwand in die Hand, vor Konstantinopel zu ziehen. Nach zwei Belagerungen kam es zu einer der größten Plünderungen des Mittelalters. Sie brachte ungeheure Schätze in den Süden und Westen Europas. In Venedig war die Quadriga auf der Markuskirche ein Symbol für Dandolos Triumph. Zahlreiche Venezianer brachen auf, um sich aus dem zerfallenden Byzanz ein Stück zu sichern. Die wichtigste territoriale Beute für Venedig war die Insel Kreta.
Den Eroberern fiel nur ein verhältnismäßig kleiner Teil des Byzantinischen Reichs zu, während sich in Kleinasien und Griechenland Teilreiche (z. B, das Despotat Epirus) bildeten, die das unter maßgeblicher Beteiligung Venedigs gegründete Lateinische Kaiserreich in den folgenden Jahrzehnten immer stärker bedrängten; dem Kaiserreich Nikaia gelang schließlich 1261 die Rückeroberung Konstantinopels. Diese Kämpfe überforderten jedoch nicht nur die Ressourcen der griechischen Teilreiche, sondern entlasteten auch die türkischen Emirate, die ihre Siedlungs- und Machtstrukturen stabilisieren konnten. Dabei wandelten die Beys von Aydın und Mentesche ihre küstennahen Herrschaftsgebiete in Seemächte um und wurden damit zu einer ernsten Gefahr. Andererseits etablierte Venedig dort einen Konsul, unterhielt Handelskontakte und nutzte türkische Söldner, um sein Kolonialreich zusammen zu halten.

### Kolonialreich, Rivalin Genua, Umsturzversuche (1310, 1355) und Aufstand Kretas (1363–1366)
Venedig profitierte beinahe ein halbes Jahrhundert lang von der Errichtung des Lateinischen Kaiserreichs, das es faktisch kontrollierte. Die vertraglichen Abmachungen sicherten der Serenissima ausdrücklich die Herrschaft über drei Achtel des Reiches, eine Herrschaft, die Venedig allerdings nur entsprechend seinen Handelsinteressen ausübte – und seinen begrenzten militärischen Möglichkeiten. Es errichtete demzufolge in den folgenden Jahren ein Kolonialreich in der Ägäis mit dem Schwerpunkt Kreta. Eine Kette von Festungen zog sich von der Ostküste der Adria über Kreta und Konstantinopel bis ins Schwarze Meer (vgl. Venezianische Kolonien). Unter dem Schutz des Mongolenreiches erschloss es sich bald den Handel bis tief nach Asien. 2004 und 2005 wurden in Alaska venezianische Glasperlen gefunden, die irgendwann zwischen 1400 und 1480 als Handelsgut auf dem Landweg und über die Beringstraße dorthin gelangt sein müssen. Der bekannteste venezianische Asienreisende ist Marco Polo.

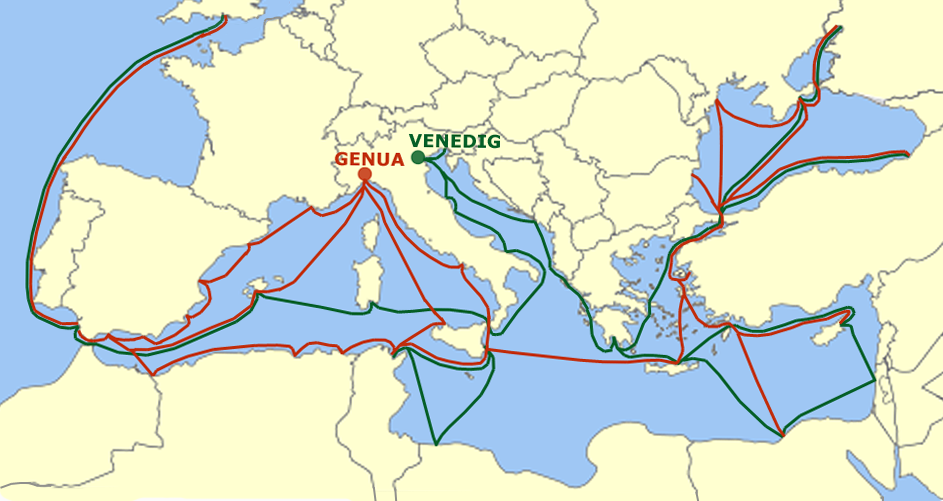
Handelswege Venedigs und Genuas

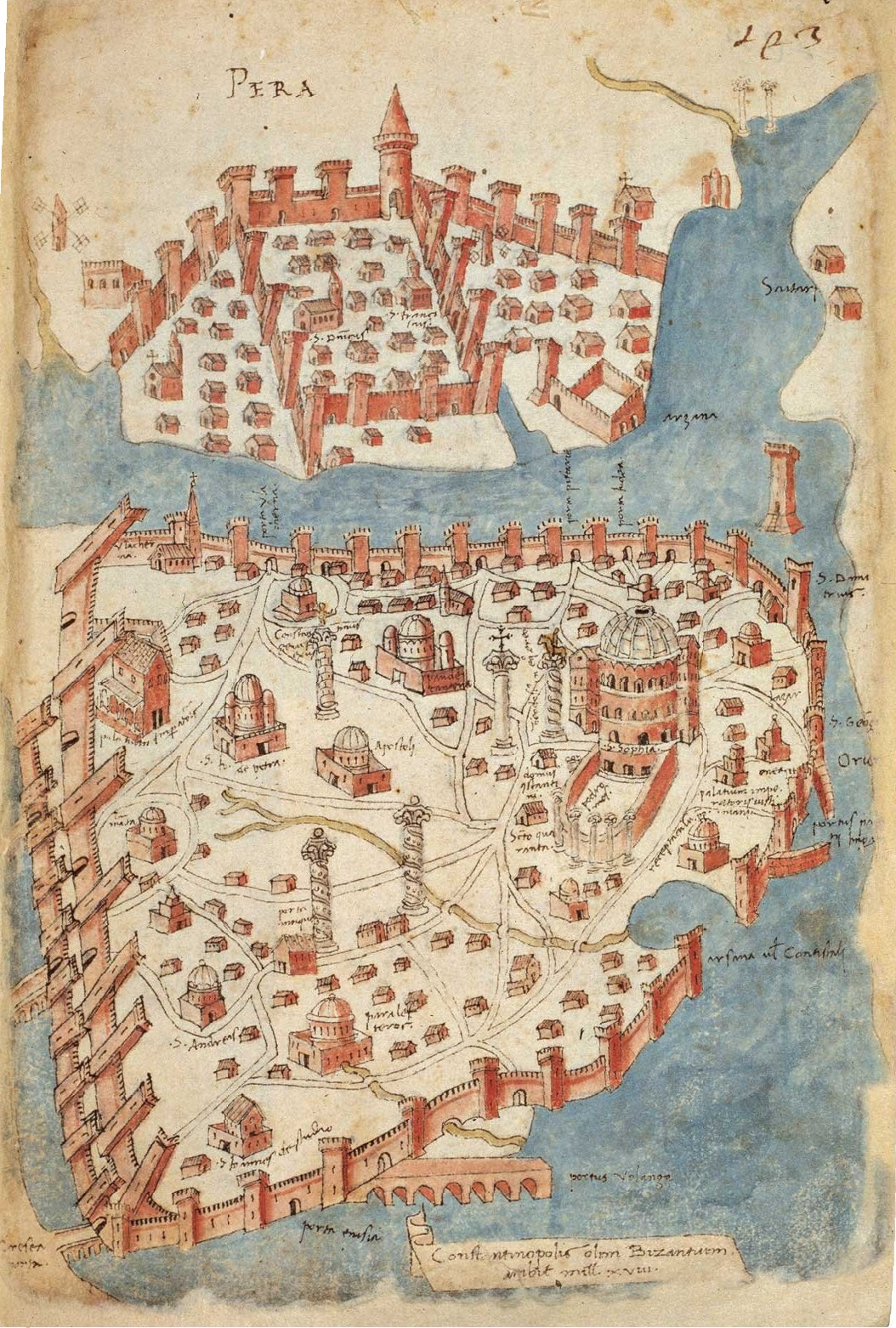
Konstantinopel, Cristoforo Buondelmonti, Liber insularum archipelagi, 1422. Im Norden Pera, das Genuesenquartier, auf der gegenüberliegenden Seite des Goldenen Horns das der Venezianer

Doch diese Vormachtstellung blieb nicht ungefährdet. Die mächtigste Rivalin war zunächst Pisa, dann Genua. Lange hatten Genuesen versucht, die Eroberung Kretas zu verhindern, und die Insel zeitweise selbst besetzt. Zudem verbündete sich der byzantinische Exilprätendent im kleinasiatischen Nikaia mit Genua. 1261 gelang es den Verbündeten überraschend, Konstantinopel zurückzuerobern. Venedig musste einen Teil seines Gebietes und seiner Privilegien an den Erzrivalen Genua abtreten. Dieser Dauerkonflikt zwischen den beiden oberitalienischen Handelsmetropolen eskalierte im 13. und 14. Jahrhundert in vier jeweils mehrjährigen Kriegen. 1379 gelang den Genuesen im Bündnis mit Ungarn sogar eine einjährige Eroberung Chioggias.
Zugleich versuchte Venedig, sich in den Auseinandersetzungen zwischen den Staufern, allen voran Friedrich II., und dem Papst zu behaupten. Schließlich gelang es Karl von Anjou, die Macht der Staufer in Süditalien zu brechen (1266, endgültig 1268). Da Karl die Politik der Normannen fortsetzte und versuchte, Byzanz zu erobern, war er der gegebene Verbündete Venedigs zur Rückgewinnung seiner dortigen Privilegien. Doch 1282 machte die Sizilianische Vesper den gemeinsamen Plänen ein Ende und Sizilien fiel an das iberische Königreich Aragón. Es dauerte weitere drei Jahre, bis Venedig in Konstantinopel wieder zugelassen wurde, doch zu ungünstigen Bedingungen. Zudem geriet es mit den Nachfolgern Karls in Konflikt, denen es gelang, die Königskrone in Ungarn zu erwerben. Damit bestand erneut die Gefahr einer Abriegelung der Adria und Venedig verlor seine Vorherrschaft in Dalmatien.
Eine weitere Entwicklung brachte Venedigs Herrschaft in Gefahr, die Entstehung der Signorien, wie die der Scaligeri in Verona oder der Este in Ferrara. Nachdem es Venedig seit etwa 1200 zunehmend gelungen war, die benachbarten Festlandsstädte gegeneinander auszuspielen, sie durch Handelsblockaden, Umstürze oder militärische Gewalt seinen Interessen unterzuordnen – zu diesen Städten gehörten etwa Ferrara, Padua, Treviso, Ancona und Bologna – gefährdeten die Signori seine Vormacht. Diese Herrschaftsform in den Städten Oberitaliens brachte bald mehrere dieser recht schnell wachsenden Zentren in eine Hand, was Venedig politisch erpressbar machte. Besonders von Mailand und Verona sah sich Venedig bedroht.
Trotzdem gelang es Venedig, seine Vormachtstellung im östlichen Mittelmeerraum zu behaupten, obwohl in der ersten Pestwelle von 1348 mehr als die Hälfte der Bevölkerung ums Leben kam und obwohl 1379 die Genuesen im Bunde mit Ungarn beinahe die Stadt eroberten. Zudem erschütterte 1310 ein Adelsaufstand unter Führung des Baiamonte Tiepolo die Republik, 1355 versuchte der Doge Marino Falier einen Staatsstreich und es erhoben sich 1363 die venezianischen Siedler auf Kreta in einem Jahre andauernden Aufstand gegen die rigide Politik Venedigs.

### Prosperität, Rückgewinnung Dalmatiens (ab 1410), Expansion in Italien, Osmanisches Reich
Der Friede von Turin (1381) läutete eine neue Phase der Prosperität ein, zumal Genua, durch innere Kämpfe geschwächt, keine große Gefahr mehr darstellte. Nach langen Kämpfen mit Ungarn, das die Stützpunkte in Dalmatien bedrohte, gelang es den Venezianern zwischen 1410 und 1420 sogar, ganz Dalmatien zu erobern. Doch es gelang ihnen nicht, ihr altes Herrschaftsgebiet im südlichen Istrien nach Norden auszudehnen; der Nordteil geriet in den Einflussbereich der Habsburger. Die Grenzziehung stand ab etwa 1500 fest, als die Grafschaft Görz nach dem Tod des letzten Grafen Leonhard durch Erbschaft an Habsburg fiel und so Triest dem venezianischen Einfluss entzogen wurde. Hingegen kam 1386 Korfu durch Kauf an Venedig, darüber hinaus die Ionischen Inseln und eine Reihe von Städten entlang der albanischen Küste.
Währenddessen gelang es den Türken – zunächst unter verschiedenen Dynastien, dann unter Führung der Osmanen –, Kleinasien zu erobern. Mitte des 14. Jahrhunderts setzten sie nach Europa über und reduzierten Byzanz zunehmend auf seine Hauptstadt, womit sie zu Rivalen Venedigs wurden. Denn trotz der Rückeroberung von 1261 war die Durchfahrt durch den Bosporus, den Konstantinopel schützte, von größter Bedeutung für Venedig. Dies umso mehr, als 1291 der letzte Handelsstützpunkt im Heiligen Land fiel. Venedig musste sich infolgedessen auf die Handelswege über Kleinarmenien und Täbriz sowie über Famagusta, Konstantinopel und das Schwarze Meer konzentrieren. Das wiederum verschärfte die Rivalität mit Genua, die – selbst in Zeiten relativen Friedens – immer wieder zu Überfällen auf die gegnerischen Stützpunkte und zu offener Piraterie führte. Etwa zur selben Zeit begann Venedig, sich auf das Festland auszudehnen, die Terra Ferma, wo der Adel bereits umfangreiche Ländereien besaß und wo häufig Venezianer im Amt eines Podestà tätig waren. Die 1402 einsetzende Eroberungspolitik war in Venedig heftig umstritten, denn sie führte zwangsläufig zu Konflikten mit dem Reich, dem Papst und den mächtigsten Staaten Italiens. So waren schon die Angriffe auf Ferrara, das Venedig als erste Festlandsstadt 1240 erobert hatte, gescheitert, ebenso wie im Krieg von 1308 bis 1312. In beiden Fällen scheiterte Venedig vor allem am päpstlichen Widerstand. 1339 hingegen wurde Treviso im Zuge eines Krieges gegen die Scaliger von Verona erobert, wenn diese Eroberung auch erst 1388 endgültig abgeschlossen wurde. In den Jahren nach 1402, dem Todesjahr des Mailänders Gian Galeazzo Visconti, der große Teile Oberitaliens beherrscht hatte, brachte Venedig die Herrschaft über ganz Venetien und Friaul an sich, ebenso wie über die dalmatinische Küste.
Mit diesen Eroberungen forderte Venedig den König von Ungarn und des Heiligen Römischen Reiches Sigismund heraus, dessen Rechte damit in beiden Fällen verletzt wurden. Schließlich war das bedrohte Aquileja ein Reichslehen, und als König von Ungarn hatte Sigismund seit dem Frieden von Turin (1381) Anspruch auf die Küstenstädte Dalmatiens. So kam es 1411 bis 1413 zu einem ersten Krieg, der aber trotz Blockademaßnahmen zu keinerlei Resultaten führte. 1418–1420 kam es zu einem zweiten Krieg zwischen Venedig und dem König, an dessen Ende Feltre, Belluno, Udine und der übrige Friaul an Venedig fielen.

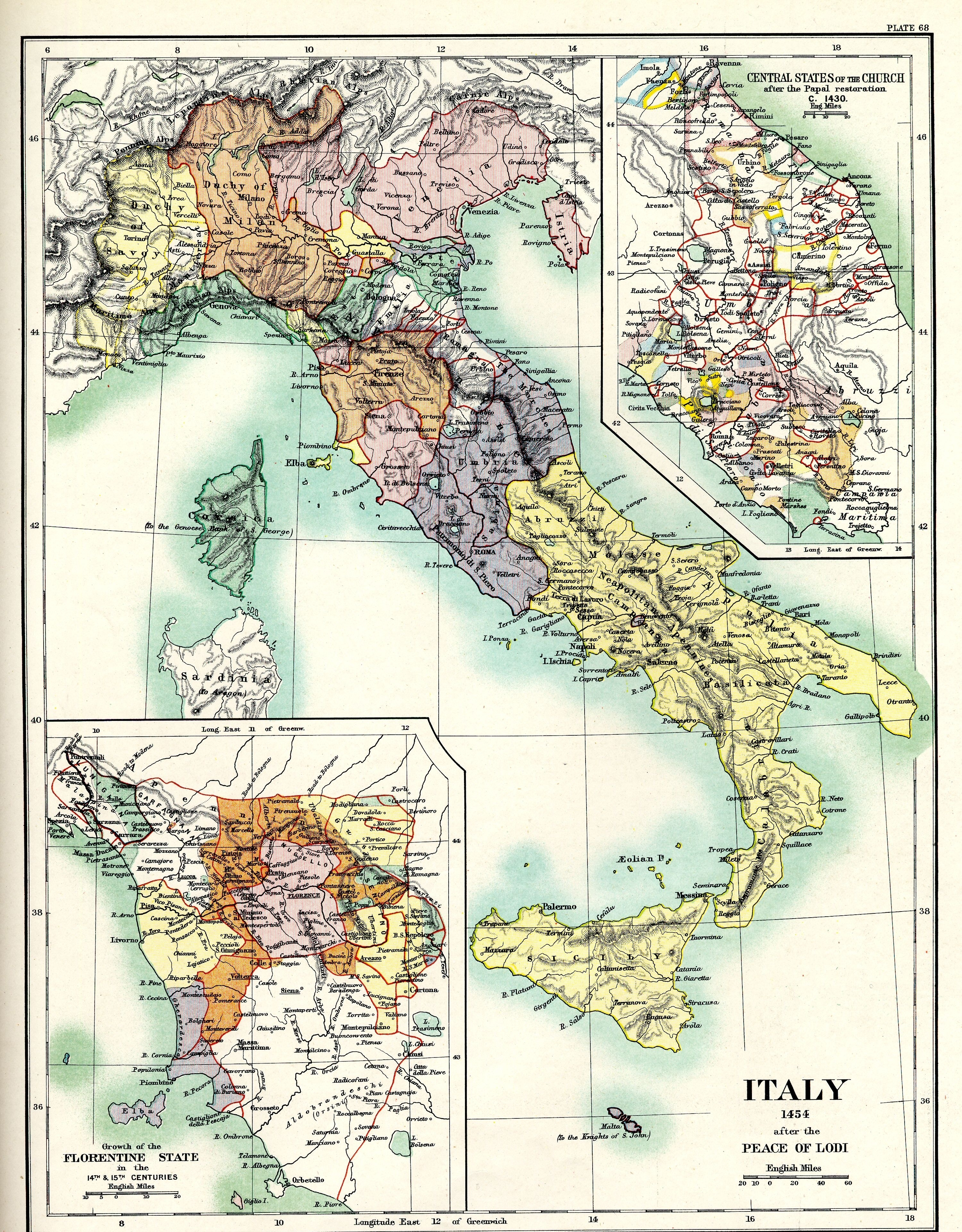
Das Territorium Venedigs nach dem Frieden von Lodi (1454)

Beschleunigt wurde diese Eroberung unter Führung des Dogen Francesco Foscari (1423–1457). 1427 besiegte eine venezianische Armee die Mailänder bei Maclodio (in der Provinz Brescia) und schob die Grenze bis an die Adda vor. Doch 1446 verbündeten sich Mailand, Florenz, Bologna und Cremona gegen Venedig. Bei Casalmaggiore siegte Venedig abermals, und in Mailand wurden die Visconti gestürzt. Venedig verbündete sich zeitweise mit dem neuen Herrn Mailands, Francesco Sforza, wechselte aber angesichts seiner zunehmenden Macht wieder zu seinen Feinden über.
Erst im Frieden von Lodi 1454 erfolgte eine vorläufige Grenzziehung: Die Adda wurde als venezianische Westgrenze festgelegt. Diese Eroberungen und mehrere Versuche, Ferrara, auf das der Kirchenstaat Anspruch erhob, zu erobern, führten dazu, dass der Kirchenstaat und die meisten anderen italienischen Staaten nun in Venedig ihren schärfsten Rivalen sahen.
Venedig war bei diesen langwierigen Kriegen als zentraler Finanzplatz im Vorteil, weil es leichter die große Geldsummen verschlingenden Berufsarmeen der Condottieri bezahlen konnte, die nun die Kriege in Italien führten. Doch versuchten seine Gegner mit verschiedenen geld- und wirtschaftspolitischen Maßnahmen diese Stellung ins Wanken zu bringen. Die Mittel reichten dabei von der Handelsblockade bis zur Ausgabe von gefälschten Münzen (s. Wirtschaftsgeschichte der Republik Venedig).

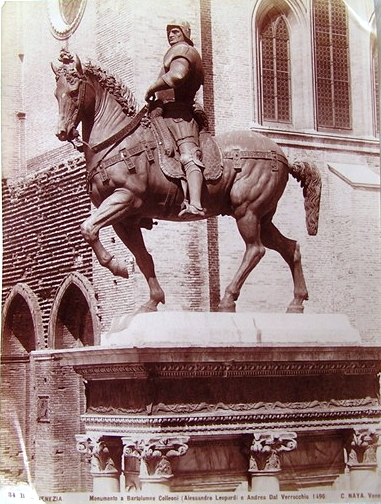
Reiterstandbild des Condottiere Bartolomeo Colleoni, Fotografie von Carlo Naya, vor 1882

Viele dieser Mittel standen gegenüber den Osmanen nicht zur Verfügung, die spätestens mit der ersten Belagerung Konstantinopels (1422) zur Großmacht geworden waren, die nun daranging, die zahlreichen kleinen Herrschaftsgebiete zu erobern. Venedig verteidigte von 1423 bis 1430 vergebens Thessaloniki. Auch die Ungarn wurden zurückgeschlagen. 1453 gelang es den Osmanen endgültig, Konstantinopel zu erobern. Schlagartig riss damit der immer noch bedeutende Handel mit dem Ägäis- und dem Schwarzmeerraum ab. Dennoch gelang es der venezianischen Diplomatie, neue Fäden anzuknüpfen, so dass das Quartier in der nunmehr osmanischen Hauptstadt erneut bezogen werden konnte. 1460 eroberten osmanische Truppen die letzte nennenswerte byzantinische Bastion Mistra, womit das Osmanische Reich zum unmittelbaren Nachbarn der venezianischen Festungen Koron und Modon auf der Peloponnes wurde. 1475 kam die Krim hinzu, wodurch der von Genuesen vermittelte Handel einbrach. Schon in der Zeit vor der Eroberung Konstantinopels setzte eine griechische Flüchtlingswelle nach Westen ein, so dass die Griechen zur größten Gemeinde in Venedig wurden. Ihre rund 10.000 Mitglieder erhielten 1514 das Recht, eine orthodoxe Kirche zu errichten, San Giorgio dei Greci. Ebenso stieg die Zahl der Armenier an, die bereits 1496 ihre Kirche Santa Croce weihten. Hinzu kamen jüdische Flüchtlinge aus Spanien, von wo sie 1492 vertrieben wurden.
1463–1479 stand Venedig erneut im Krieg mit der osmanischen Großmacht. Trotz vereinzelter venezianischer Erfolge eroberten die Osmanen 1470 die Insel Negroponte. Selbst Bündnisversuche mit dem Schah von Persien sowie Angriffe auf Smyrna, Halikarnassos und Antalya brachten keine greifbaren Ergebnisse. Als die Herrscher von Persien und Karaman von den Osmanen geschlagen wurden und Skanderbeg, der Albanien verteidigt hatte, starb, führte Venedig den Krieg allein fort. Zwar konnte es Skutari zunächst gegen die Belagerer verteidigen, verlor die Stadt zwei Jahre später dennoch. Die Hohe Pforte versuchte sogar einen Angriff im Friaul sowie in Apulien. Erst am 25. Januar 1479 kam es zu einem Friedensschluss, der fünf Jahre später bestätigt wurde. Venedig musste auf die Argolis, Negroponte, Skutari und Lemnos verzichten und darüber hinaus jedes Jahr 10.000 Golddukaten Tribut zahlen.
Umso mehr schien sich Venedig auf das italienische Festland zu konzentrieren. Gegen den Widerstand von Mailand, Florenz und Neapel versuchte es im Bund mit dem Papst Ferrara zu erobern. Trotz schwerer Niederlagen zu Lande gelang es, Gallipoli in Apulien zu erobern. Außerdem fielen Venedig im Frieden von 1484 die Polesine und Rovigo zu. In den Kämpfen gegen den französischen König Karl VIII., der 1494 versuchte, Italien zu erobern, und im Zusammenhang mit der spanischen Eroberung des Königreichs Neapel, besetzte die venezianische Flotte einen großen Teil der apulischen Küstenstädte.

Plan Venedigs des Jacopo de’ Barbari, 1500, Druckstöcke im Museo Correr, Venedig

Insgesamt hatte Venedig seine Vormachtstellung im Osten weitgehend eingebüßt, profitierte aber nach wie vor vom Mittelmeerhandel in einem Ausmaß, das sie zur reichsten und einer der größten Städte Europas machte. Darüber hinaus werteten Meliorationen auf dem Festland die Erträge auf, so dass auch von hier umfangreiche Gewinne nach Venedig flossen. Mit rund 180.000 Einwohnern erreichte sie annähernd ihre maximale Einwohnerzahl, wobei in ihrem Kolonialreich rund zwei Millionen Menschen lebten. Der Ausbau der Stadt nach innen, durch Landgewinnung und Trockenlegung von Sümpfen, durch höhere Häuser und dichtere Bebauung, beschleunigte sich. Zudem prägten Zuwanderer aus dem gesamten Handelsgebiet die Stadt zunehmend. Perser, Türken, Armenier, Bewohner des Heiligen Römischen Reiches, Juden, dazu Bewohner zahlreicher italienischer Städte fanden eigene Handelshäuser, Quartiere und Straßenzüge. Neben dem Fernhandel und dem Handel mit Salz und Getreide wuchsen die Glasindustrie und der Schiffbau zu den bedeutendsten Einnahmequellen heran.

### Kriege um Oberitalien, Politik der Neutralität, Verlust des Kolonialreichs, Streit mit Päpsten und Habsburgern
Unter der Führung Papst Julius’ II. versuchte die Liga von Cambrai, die venezianische Expansion rückgängig zu machen. Kaiser Maximilian I. forderte die Terra Ferma als entfremdetes Reichsgebiet zurück, Spanien forderte die apulischen Städte, der König von Frankreich Cremona, der König von Ungarn Dalmatien. Die venezianische Armee erlitt in der Schlacht von Agnadello am 14. Mai 1509 eine vernichtende Niederlage. Trotzdem gelang es der Serenissima im selben Jahr, das verlorene Padua zurückzuerobern, und bald kamen Brescia und Verona wieder an Venedig. Trotz der Rückeroberungen kam die venezianische Expansion zum Stillstand. Spanien erlangte weitgehende Vorherrschaft in Italien, der Süden fiel ihm ganz zu. 1511 entstand jedoch eine neue Koalition gegen die französische Expansion nach Italien, von der sich Venedig allerdings 1513 wieder abwandte. 1521 bis 1522 und 1524 bis 1525 unterstützte Venedig König Franz I. von Frankreich gegen den Papst und die Habsburger. Von nun an betrieb die Republik gegenüber den italienischen Staaten eine Politik der strikten Neutralität, verbündete sich aber immer wieder gegen die Habsburger, wie etwa in der Liga von Cognac (1526 bis 1530).

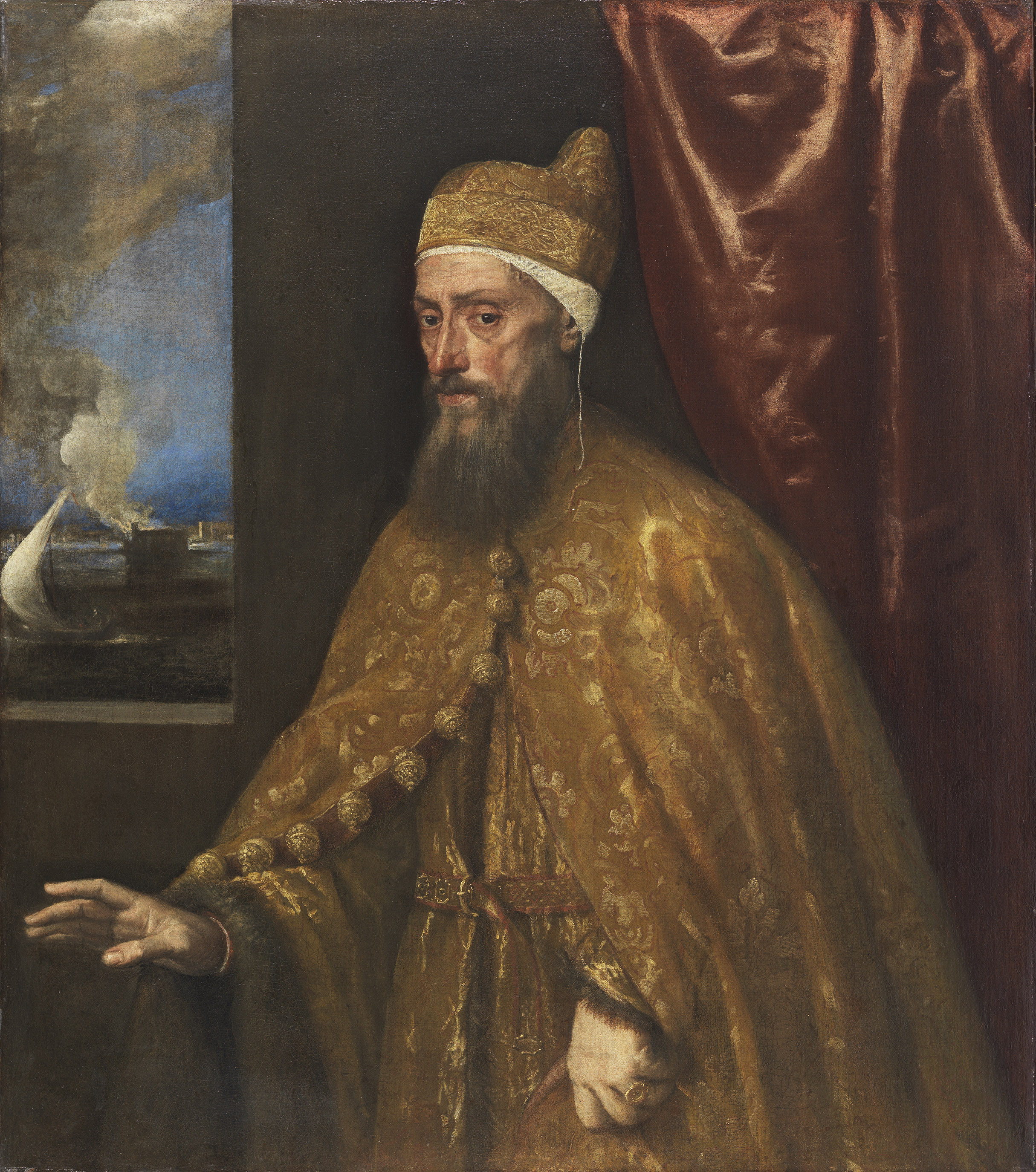
Porträt des Dogen Francesco Venier, Doge 1554–1556 (Tizian), Sammlung Thyssen-Bornemisza, Madrid

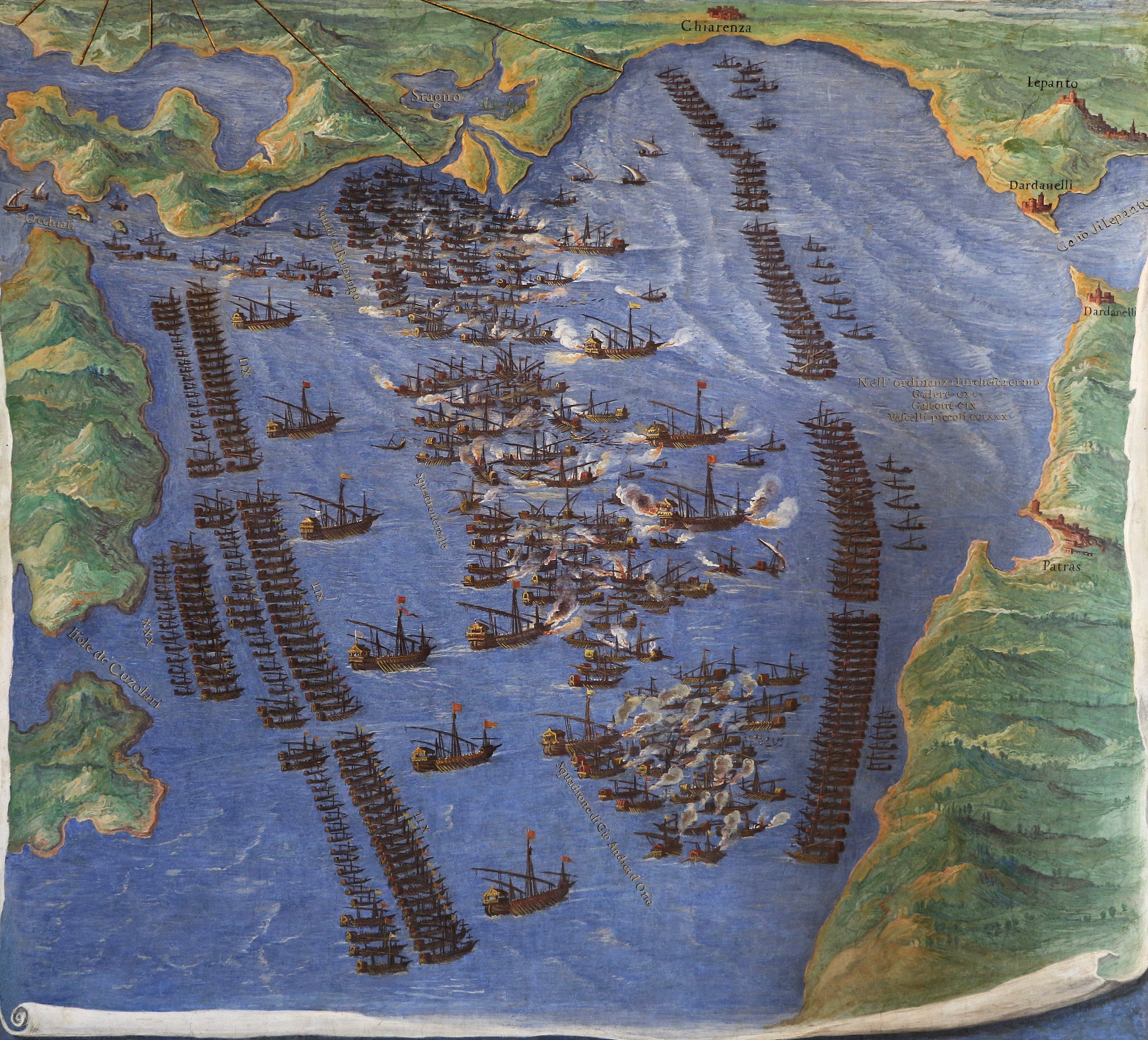
Fernando Bertelli: Die Seeschlacht von Lepanto (Kupferstich, Venedig 1572, Museo Storico Navale)

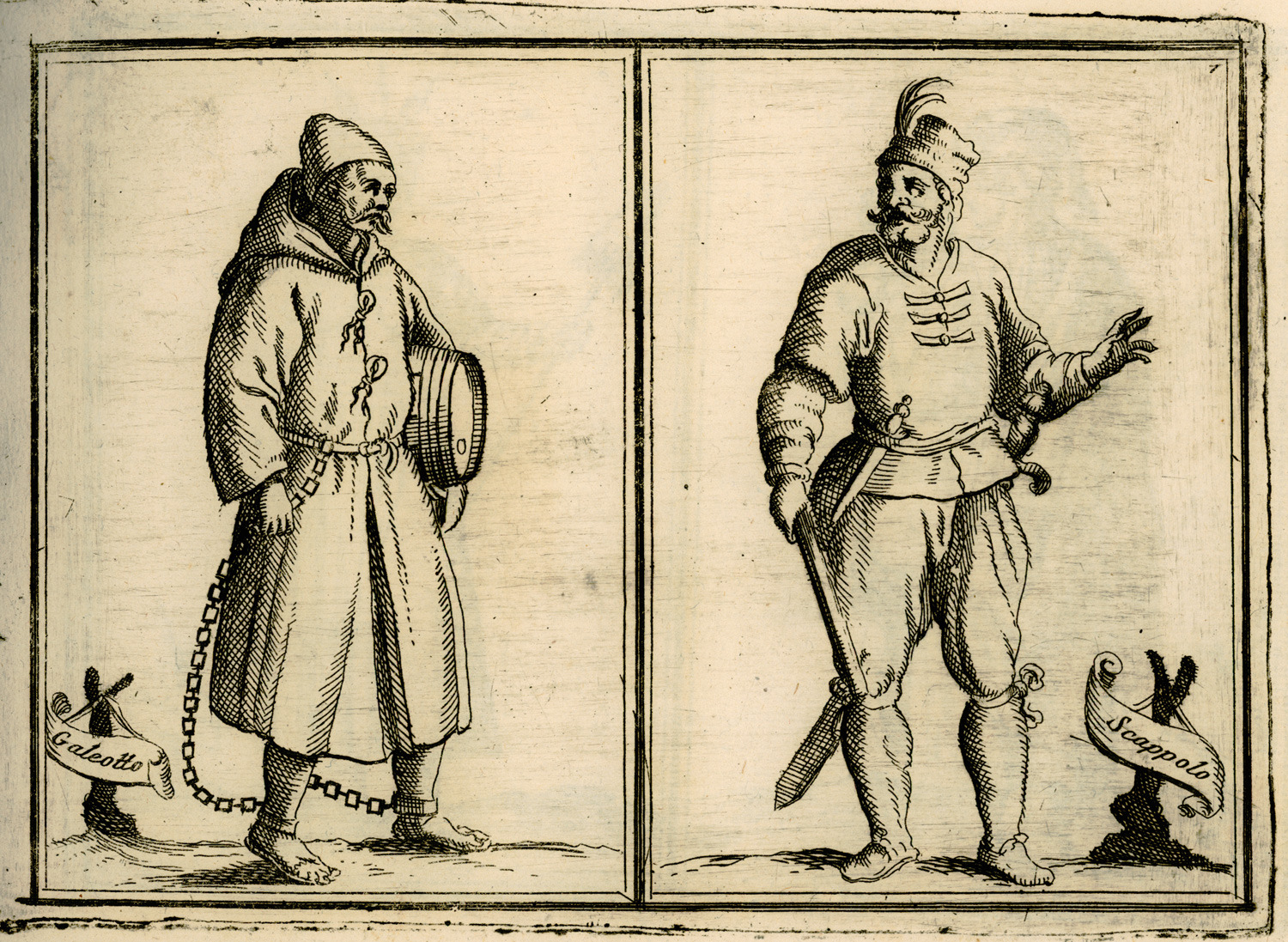
Darstellung eines Galeotto in Ketten (links), Vincenzo Maria Coronelli, 1688

Während der Kriege mit den Osmanen von 1499 bis 1503 und von 1537 bis 1540 war Venedig mit Spanien verbündet. 1538 erlitt der Admiral der Bundesflotte, Andrea Doria, bei Prevesa eine schwere Niederlage gegen die osmanische Flotte, der es erstmals gelang, ihre Überlegenheit auf See durchzusetzen. Das Herzogtum Naxos wurde von den Osmanen in Besitz genommen. Venedig war durch seine vergleichsweise geringen Ressourcen nur noch mühsam in der Lage, im Konzert der damaligen Großmächte mitzuspielen. So sah sich die Stadt ab 1545 gezwungen, ähnlich wie andere Seemächte, auf Galeerenhäftlinge zurückzugreifen, die an die Ruderbank angekettet waren.
Ein letztes Mal spielte Venedig 1571 eine weltpolitische Rolle, als es im Rahmen der Heiligen Liga 110 Galeeren zur Bündnisflotte beitrug, die insgesamt 211 Schiffe umfasste. In der Seeschlacht von Lepanto, unweit des griechischen Patras, konnte diese Flotte die osmanische besiegen und 117 von deren 260 Galeeren erobern. Doch Venedig konnte keinen Vorteil daraus ziehen – die Insel Zypern war schon vor der Seeschlacht verloren gegangen (der Verlust der Insel wurde 1573 vertraglich anerkannt) und es fehlten längst die Kräfte für eine Rückeroberung. Zudem umfasste die osmanische Flotte schon wenig später wieder 250 Kriegsschiffe.
Aus der Perspektive der Venezianer hatten die (bis dato fünf) Türkenkriege weiterhin oberste Priorität. Dabei versuchten sie, sich nicht in Auseinandersetzungen hineinziehen zu lassen, wie sie die Uskoken durch ihre Piraterie immer wieder auslösten. Die Uskoken waren christliche Flüchtlinge aus den türkisch besetzten Gebieten Bosniens und Dalmatiens. Sie waren nach Lepanto als Untertanen der Habsburger in den Grenzgebieten zur Verteidigung angesiedelt worden. Als Venedig 1613 militärisch gegen sie vorging und Gradisca attackierte, fand es sich in einem mehrjährigen Konflikt mit den Habsburgern wieder, der erst 1617 beigelegt werden konnte.

### Dominanz Spaniens und päpstliche Einmischung, Verlust Kretas (1669)
In diesem Jahr versuchte der spanische Vizekönig von Neapel die Vorherrschaft Venedigs in der Adria – mit geringem Erfolg – zu brechen. Der hierin verwickelte spanische Gesandte wurde abberufen, drei seiner Männer gehenkt. Das Misstrauen gegen Spaniens Intrigen ging so weit, dass 1622 der – wie sich später herausstellte – unschuldige Gesandte Antonio Foscarini zwischen den Säulen der Piazzetta hingerichtet wurde.

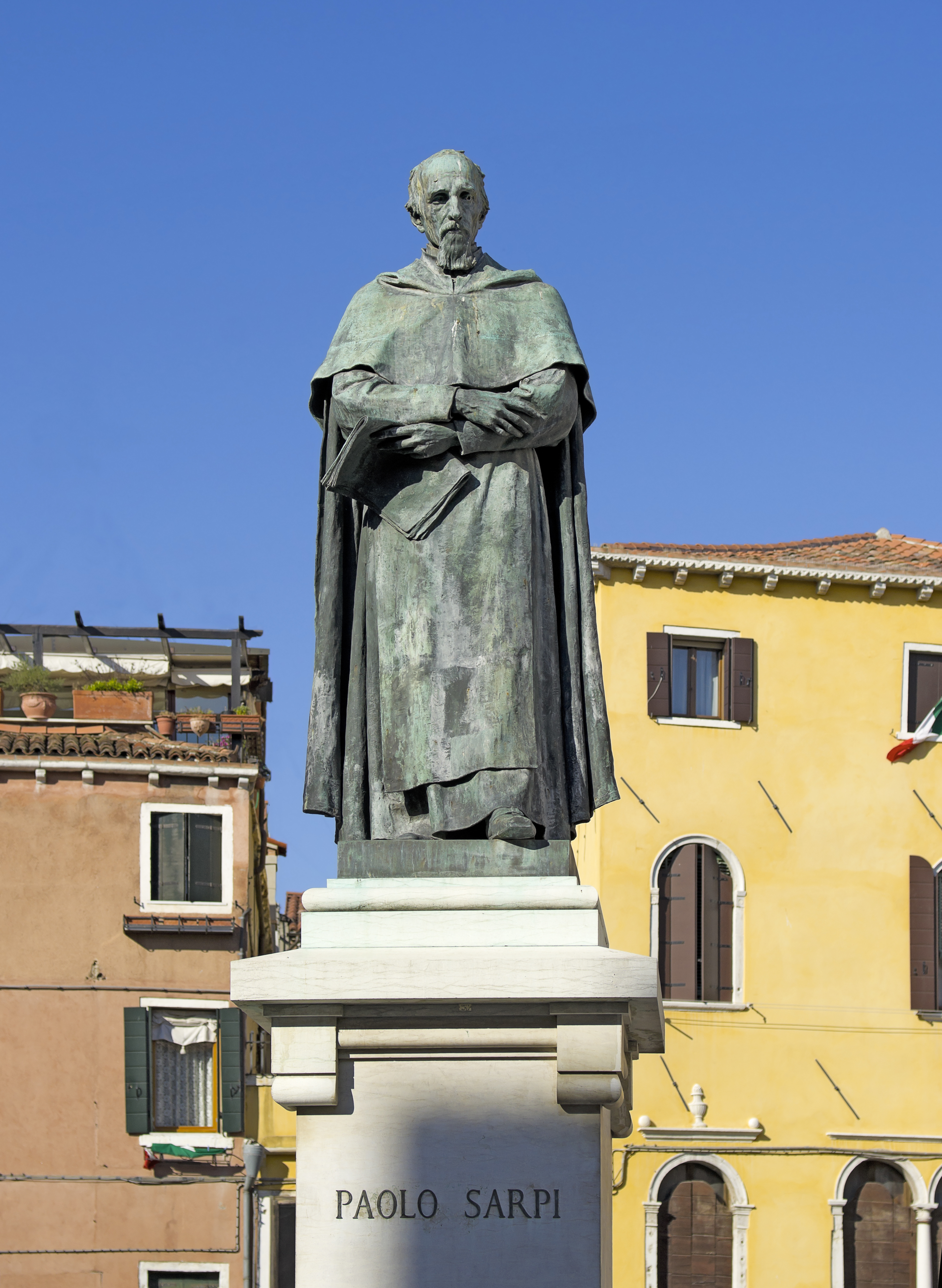
Denkmal für Paolo Sarpi auf dem Campo Santa Fosca

Politisch war die Stadt dabei gespalten. Einerseits wehrten sich die so genannten giovani, die Jungen, gegen die Einmischung des Papstes in die Politik Venedigs und unterstützten dabei über die Konfessionsgrenzen hinweg die protestantischen Herrscher. Zudem misstrauten sie den katholischen Habsburgern, vor allem den spanischen. Führer dieser anti-päpstlichen und anti-jesuitischen Gruppe, die in weltlichen Dingen dem Papst keine Vorrechte einräumen wollte, war Paolo Sarpi, auf den mehrere Anschläge verübt wurden. Die Gegner der giovani waren die vecchi, die Alten, auch papalisti, Papstanhänger genannt. Sie unterstützten Spanien, das bereits die meisten Gebiete Italiens beherrschte.
1628 wurde Venedig in die Kämpfe um das Machtgleichgewicht innerhalb Italiens durch den Franzosen Charles von Gonzaga-Nevers hineingezogen. Venedig verband sich mit Frankreich gegen die Habsburger, die im Bündnis mit Savoyen standen. Die Venezianer erlitten bei dem Versuch, Mantua von den deutschen Belagerern zu entsetzen, eine schwere Niederlage. Diese Niederlage in Verbindung mit der 16-monatigen Pest von 1630 bis 1632, die Venedig, eine Stadt von 140.000 Einwohnern, rund 50.000 Menschenleben kostete, war der Beginn seines außenpolitischen Niedergangs. Die Kirche Santa Maria della Salute wurde zum Dank für das Ende der Katastrophe errichtet.
1638 drang eine tunesisch-algerische Korsarenflotte in die Adria ein und zog sich in den osmanischen Hafen von Valona zurück. Die venezianische Flotte beschoss die Stadt, kaperte die Piratenflotte und befreite 3.600 Gefangene. An der Hohen Pforte bereitete man nun die Eroberung Kretas vor. Die Belagerung der Hauptstadt Candia (Iràklion) dauerte 21 Jahre. Zugleich griffen türkische Flottenverbände Dalmatien an, das allerdings gehalten werden konnte. Jedoch kapitulierte Candia am 6. September 1669. Die letzten Festungen um Kreta hielten sich bis 1718.

### Veränderung der herrschenden Familienverbände, Neuaufnahmen
Die Herrschaft des Adels blieb trotz der äußeren Erschütterungen stabil, der Stand scharf nach außen abgegrenzt. 1594 wies Venedig 1.967 mindestens 25-jährige Adlige auf, die sich im Großen Rat versammelten und den Adel insgesamt repräsentierten. Doch war diese Gruppe keineswegs homogen, im Gegenteil stieg ein erheblicher Teil der Familien wirtschaftlich sehr weit ab. So kam es spätestens in den 1620er Jahren zu ersten Debatten über die schrumpfende Zahl der Adligen und die kleiner werdende Zahl der führenden Familien, die in wachsendem Gegensatz zur anschwellenden Zahl der Ämter stand, aber auch über die Klientelverhältnisse, denn viele verarmte Patrizier votierten nun gegen materielle Leistungen. Dies wiederum verschärfte die Konflikte zwischen den Großfamilien, deren Herrschaftssystem eher Züge einer Plutokratie annahm.
Doch erst unter dem wirtschaftlichen und finanziellen Druck des Kampfes um Kreta gegen die Osmanen gestattete dieser Adel ausnahmsweise die Aufnahme von hundert neuen Familien gegen Zahlung von 100.000 Dukaten, um die Kriegslasten tragen zu können. Dennoch beherrschten nach dieser Aggregation weiterhin die 24 „alten Familien“ (case vecchie) die Politik, die behaupteten, sich bis in die Zeit vor 800 zurückverfolgen zu können. Hinzu kamen etwa 40 weitere Familien, die über zahlreiche Ämter Zugang zum Kernbereich der Machtausübung hatten. Gelegentlich stießen neue Familien in den innersten, weniger scharf abgegrenzten Machtkern vor, andere mussten ihn verlassen. Dabei sank die Zahl der Adligen insgesamt trotz der Aggregation bis 1719 auf nur noch 1.703, die sich auf rund 140 Familien mit zahlreichen Zweigen verteilten. Deren Bindung untereinander wurde dadurch begünstigt, dass die Brüder innerhalb einer Familie ohne Vertrag eine Handelsgesellschaft darstellten.
Die Vermögensverteilung wurde innerhalb des steuerpflichtigen Adels – was in Europa eine Ausnahme war – 1581, 1661 und 1711 erhoben. Von den 59 Haushalten, die über ein Jahreseinkommen aus ihren Häusern und Liegenschaften von mehr als 2.000 Dukaten pro Jahr verfügten, waren 1581 nur drei nicht adlig. 1711 gehörte gar von den 70 Haushaltsvorständen, denen mehr als 6.000 Dukaten zuflossen, nur einer nicht dem Adel an. Vermögen und Adel waren praktisch identisch, sieht man von wenigen Ausnahmen ab.
Dabei sind die mobilen Vermögen nicht berücksichtigt, die sich über die Testamente analysieren ließen. Depositen bei der Zecca, der staatlichen Münze, spielten dabei eine große Rolle, ähnlich wie im 14. Jahrhundert bei der Weizenkammer, der Camera del frumento. Der 1701 verstorbene Alvise da Mosto hatte dort eine Summe von 39.000 Dukaten hinterlegt. Hinzu kamen Einlagen in Familienunternehmen, wie die des Antonio Grimani, der bis 1624 20.000 Dukaten in eine Seifensiederei investiert hatte. Außerdem trug der Handel mit den Produkten der eigenen Güter, wie Getreide und Vieh erheblich zum Vermögen bei. Der Adel erwarb vor allem zwischen etwa 1650 und 1720 fast 40 % des frei werdenden Gemeindelands auf dem Festland. Wichtig waren auch Mitgiften, die zwischen 5.000 und 200.000 Dukaten schwankten, sowie Einnahmen aus Staats- und Kirchenämtern.
Insgesamt zählten etwa 7.000 Menschen zum Adel, der die rund 150.000 Einwohner zählende Stadt und das 1,5 bis 2,2 Millionen Einwohner zählende Kolonialreich beherrschte, politisch und ökonomisch. Die Machtausübung geschah weiterhin in einem Turnus von über 400 dem Adel vorbehaltenen Ämtern, die meist jährlich ausgeübt wurden, sieht man einmal vom Dogen und den Prokuratoren und einigen wenigen weiteren Ämtern ab, die auf Lebenszeit vergeben wurden. Eine Professionalisierung der Politik im Sinne einer Ausbildung oder eines Studiums hat sich in Venedig nie durchgesetzt.

### Letzte Eroberungen in Griechenland (1685–1718)

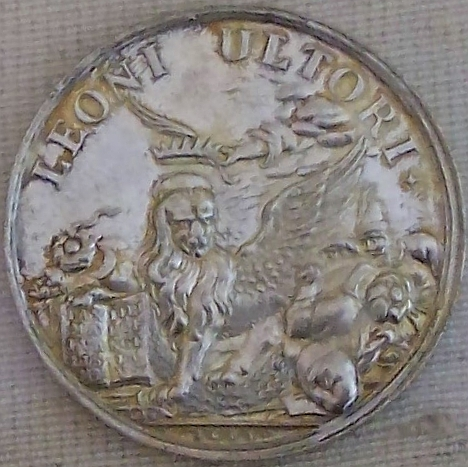
Gedenkmedaille an die Eroberung Griechenlands. Gott krönt den siegreichen Löwen von Venedig, während die Osmanen zerstreut wurden (Historisches Museum, Athen).

Erst nachdem 1683 die Zweite Wiener Türkenbelagerung der osmanischen Armee gescheitert war, gelang es, ein neuerliches Bündnis zu schließen. 1685 landete eine venezianische Armee unter Francesco Morosini und Otto Wilhelm von Königsmarck auf Santa Maura (Lefkas), dann auf Morea (dem heutigen Peloponnes), eroberte Patras, Lepanto und Korinth und stieß weiter bis Athen vor. 1686 wurden Argos und Nauplia eingenommen. Die Rückeroberung von Euböa scheiterte jedoch 1688. Obwohl der venezianischen Flotte Seesiege bei Mytilini, vor Andros und sogar den Dardanellen gelangen (1695, 1697 und 1698), nahmen die eigentlichen Sieger, die österreichischen Habsburger und Russland, Venedigs Forderungen nicht ernst. Schließlich sicherte der Frieden von Karlowitz im Jahr 1699 die Eroberungen Venedigs nur notdürftig, immerhin blieb die Halbinsel Morea für einige Zeit venezianisch.
Im Dezember 1714 begannen die Osmanen mit der Wiedereroberung. Daniele Dolfin, Admiral der venezianischen Flotte, war nicht bereit, diese für die Halbinsel Morea aufs Spiel zu setzen. 1716 wehrte der Oberkommandierende der Landtruppen, Feldmarschall Johann Matthias von der Schulenburg, die türkische Belagerung von Korfu ab. Trotz dieses Sieges und der Niederlagen, die die Osmanen gleichzeitig gegen die habsburgischen Armeen unter Prinz Eugen von Savoyen einstecken mussten, gelang es Venedig nicht, die Wiederherausgabe von Morea durchzusetzen, wohingegen die Habsburger im Frieden von Passarowitz (1718) große territoriale Gewinne erzielten. Dieser Krieg war der letzte zwischen dem Osmanischen Reich und Venedig. Venedigs Kolonialreich, der Stato da Mar, bestand weitestgehend nur noch aus Dalmatien und den Ionischen Inseln. In realistischer Einschätzung der noch verbliebenen Kräfte bereitete Schulenburg diese Besitzungen in den folgenden Jahrzehnten auf ihren letzten Abwehrkampf vor.

### Niedergang und Ende
Ausschlaggebend für den allmählichen Niedergang Venedigs als Handelsmacht, und damit als europäischer Machtfaktor, war der im Zeitalter der Entdeckungen zunehmende Bedeutungsverlust des Handels in der Levante und der damit einhergehende Aufstieg neuer Mächte. Diese Mächte verfügten zudem über Organisations- und Kreditformen, die in Venedig nicht zur Verfügung standen. Durch seine geografische Lage und durch Fehleinschätzung der Bedeutung der Entdeckungen der neu erschlossenen Ressourcen der Neuen Welt und Ostindiens und damit von den sich verlagernden Handelsströmen (atlantischer Dreieckshandel und Indienhandel) abgeschnitten, wurde Venedig durch die aufstrebenden Staaten Portugal, Spanien, Niederlande und Großbritannien wirtschaftlich und machtpolitisch allmählich überflügelt. Es besaß zudem aufgrund seiner relativ geringen Bevölkerungszahl und des Mangels an rohstoffreichen Kolonien nicht die Möglichkeiten einer merkantilen Wirtschaftspolitik im großen Stil. Einzig die Produzenten von Glasperlen gewannen durch den Handel der neuen Kolonialmächte in Amerika, Asien und Afrika riesige neue Märkte. In Europa spezialisierte sich Venedig auf den Handel mit Luxuswaren, vor allem mit Glas, und die Landwirtschaft.

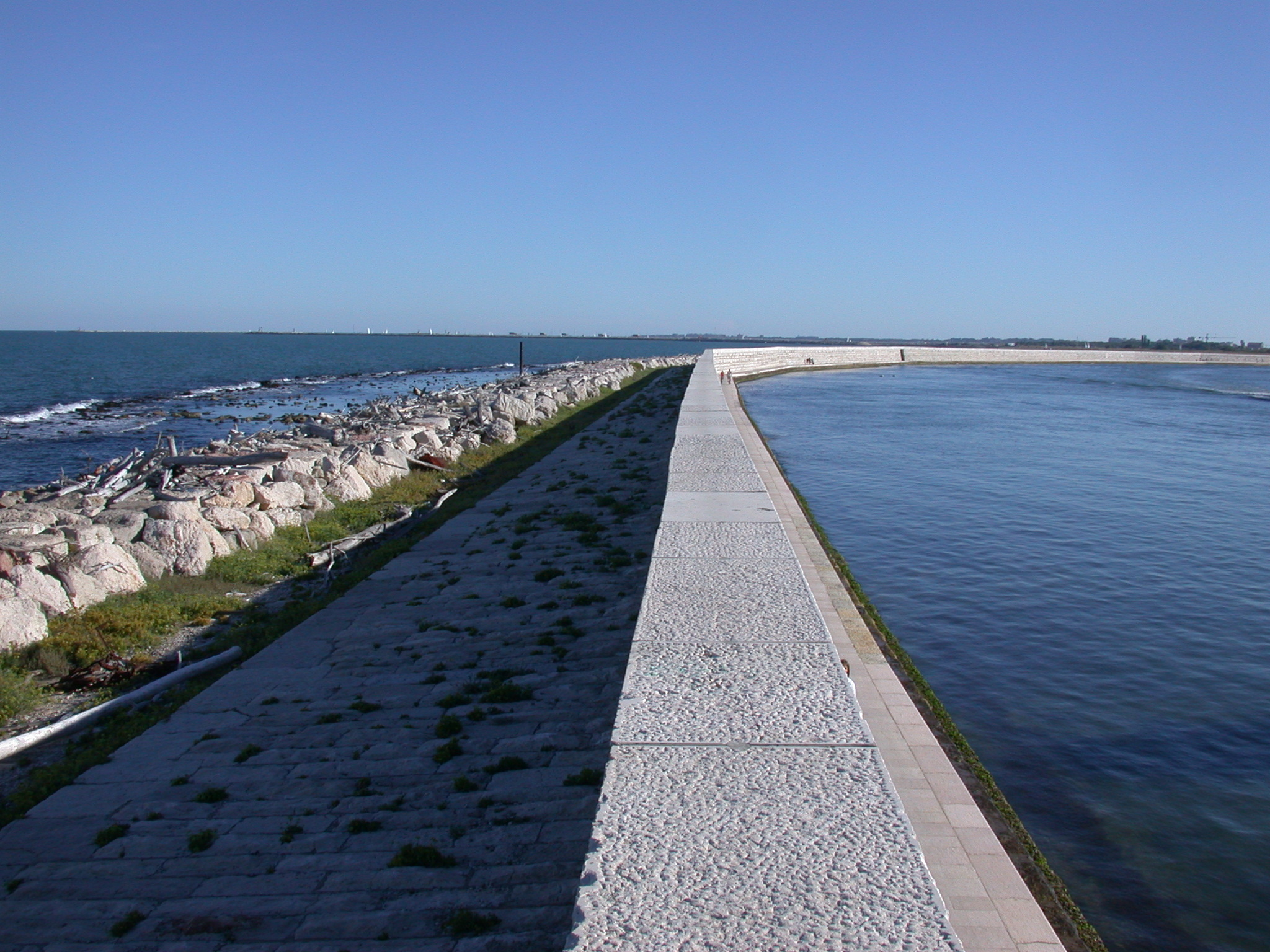
Die so genannten Murazzi (hier bei Pellestrina), eine zwischen 1744 und 1782 errichtete Schutzanlage gegen Sturmfluten

Venedig und die italienischen Stadtstaaten sanken insgesamt von Regionalmächten zu Lokalmächten herab, die Landwirtschaft wurde zum Haupttätigkeitsfeld eines wachsenden Teils des Adels.
Dennoch gelang es Venedig, seine bis heute bestehenden Verteidigungsanlagen auszubauen, ein System, das praktisch die gesamte Lagune umschloss und das zwischen 1744 und 1782 entstand. Zudem hielt sich Venedig keineswegs aus den Konflikten, wie im Maghreb, heraus. 1778 operierte seine Flotte vor Tripolis, 1784–1787 entspann sich ein Krieg mit Tunesien, den Angelo Emos Flotte führte, 1795 mit Marokko und noch im Oktober 1796 mit Algier.
Auf seinem Italienfeldzug bot Napoleon Bonaparte ein Bündnis an, doch lehnte der Senat ab. Er unterstützte stattdessen den bewaffneten Aufstand auf der Terra ferma, als Bonaparte gegen die Österreicher zog. Ganz Oberitalien war ab 1796 zum Schlachtfeld für die französischen und österreichischen Truppen geworden. Am 15. April 1797 stellte der französische General Andoche Junot dem Dogen ein Ultimatum, in dem er die Republik des Verrats bezichtigte, was die Republik nicht akzeptierte. Nachdem am 17. April die französische Flotte von den Kanonen am Lido zurückgeschlagen worden war, erklärte Napoleon, der „Attila für Venedig“ sein zu wollen. Am 18. April wurde in einem geheimen Zusatz zum Friedensvertrag von Leoben zwischen Frankreich und Österreich vereinbart, dass Venetien, Istrien und Dalmatien an Österreich fallen sollten. Eine Woche später, am 25. April, lag eine französische Flotte vor dem Lido. Venedigs Kanonen versenkten zwar ein Schiff samt Kapitän, der Einzug der Franzosen war jedoch nicht aufzuhalten.

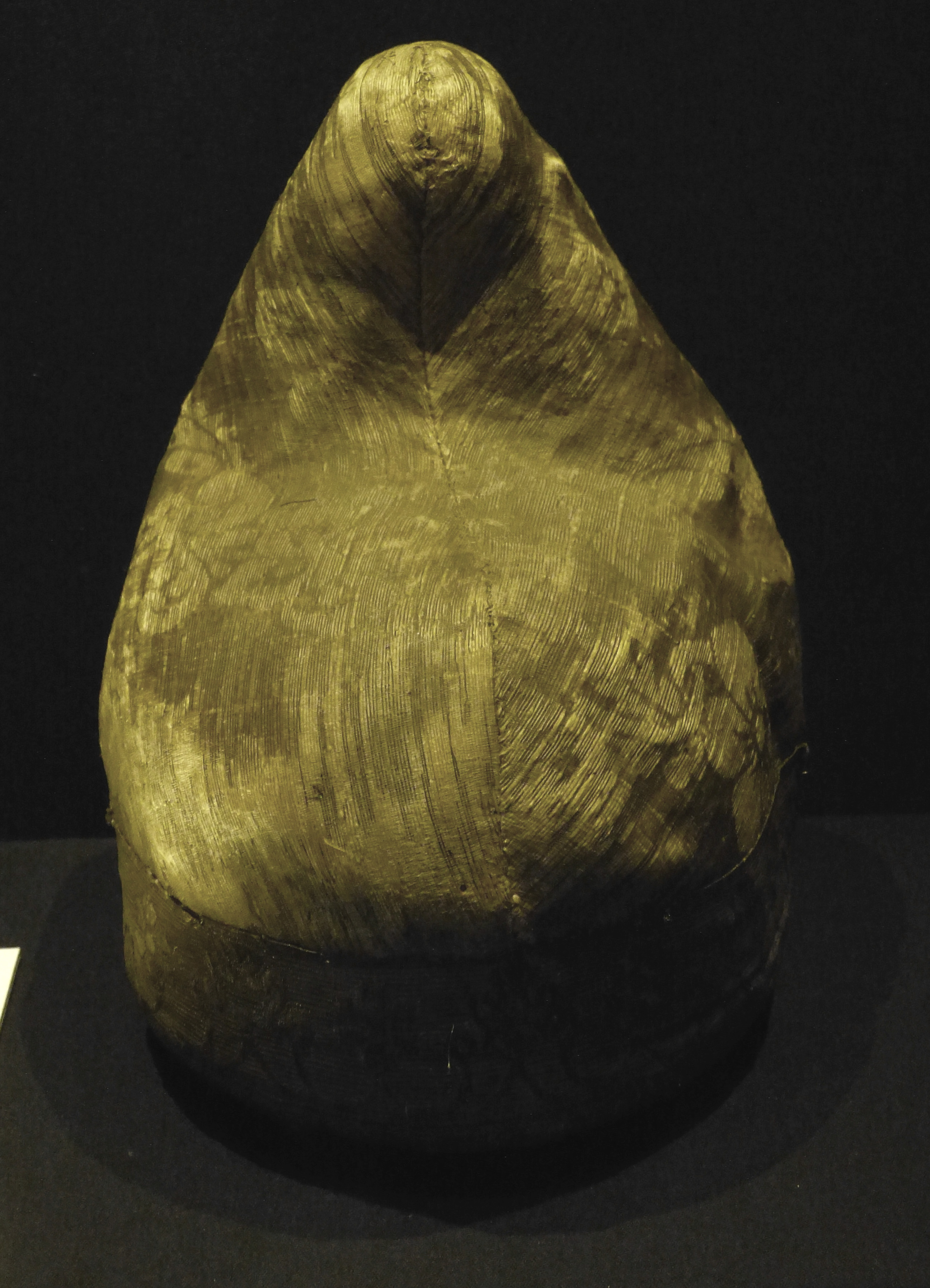
Kappe des letzten Dogen, Schlossmuseum Gotha

Am 12. Mai legte der letzte Doge Ludovico Manin sein Amt zugunsten einer provisorischen Verwaltung nieder, der municipalità provvisoria. Zwei Tage später verließ er den Dogenpalast für immer. Am 16. Mai standen zum ersten Mal in Venedigs Geschichte fremde Truppen auf dem Markusplatz. Am selben Tag wurde der Kapitulationsvertrag unterzeichnet, Venedig unterwarf sich der französischen Herrschaft. Der 4. Juni, der Tag der Einsetzung einer provisorischen Regierung, wurde als revolutionärer Tag der Freiheit zum Nationalfeiertag erklärt. Es gab insgesamt nur noch 962 Patrizier aus 192 Familien, die fast alle ihre Ämter verloren.
Im Vertrag von Campoformio vom 17. Oktober 1797 fielen dann Venetien, Dalmatien und Istrien als Herzogtum Venedig an Österreich, die Republik der Ionischen Inseln an Frankreich. Am 18. Januar 1798 begann mit dem Einzug ihrer Truppen die Besatzung der Stadt durch die Habsburgermonarchie.
1805 bis 1814 war Venedig nach dem Frieden von Pressburg (im Rahmen des Königreichs Italien) wieder unter französischer Hoheit. Ein erheblicher Teil seiner historischen Kunstschätze und Archivalien wurde nach Paris gebracht. Nach der endgültigen Niederschlagung der napoleonischen Herrschaft in Europa und dem die Restauration einleitenden Wiener Kongress fiel es 1815 zusammen mit der Lombardei erneut an Österreich (vgl. Königreich Lombardo-Venetien). Doch nur ein Teil der Kunstwerke und Archivstücke kehrte zurück.
Die Stadt erhob sich im Zuge der Revolutionen von 1848 (für Italien vgl. unter Risorgimento) gegen die Habsburger und rief unter der Führung des demokratisch-republikanischen Revolutionärs Daniele Manin am 23. März 1848 die Repubblica di San Marco aus. Diese wurde am 23. August 1849 von österreichischen Truppen niedergeschlagen.
Nach der Niederlage der Habsburger im Krieg gegen Preußen und Italien kam Venedig im Frieden von Wien (3. Oktober 1866) an das 1861 ausgerufene Königreich Italien.
Im Jahre 1997, am 200. Jahrestag des Endes der Republik, entführten acht Männer eine Fähre und brachten damit einen Blechpanzer vom Lido zum Markusplatz, wo sie auf dem Glockenturm von San Marco die Kriegsflagge Venedigs hissten, die den Markuslöwen mit gezogenem Schwert zeigt. Die acht als „Löwen“ oder „Serenissimi“ bezeichneten Besetzer wurden zu Haftstrafen bis zu sechs Jahren verurteilt, nach einem Jahr aber freigelassen.

## Quellen und Editionen

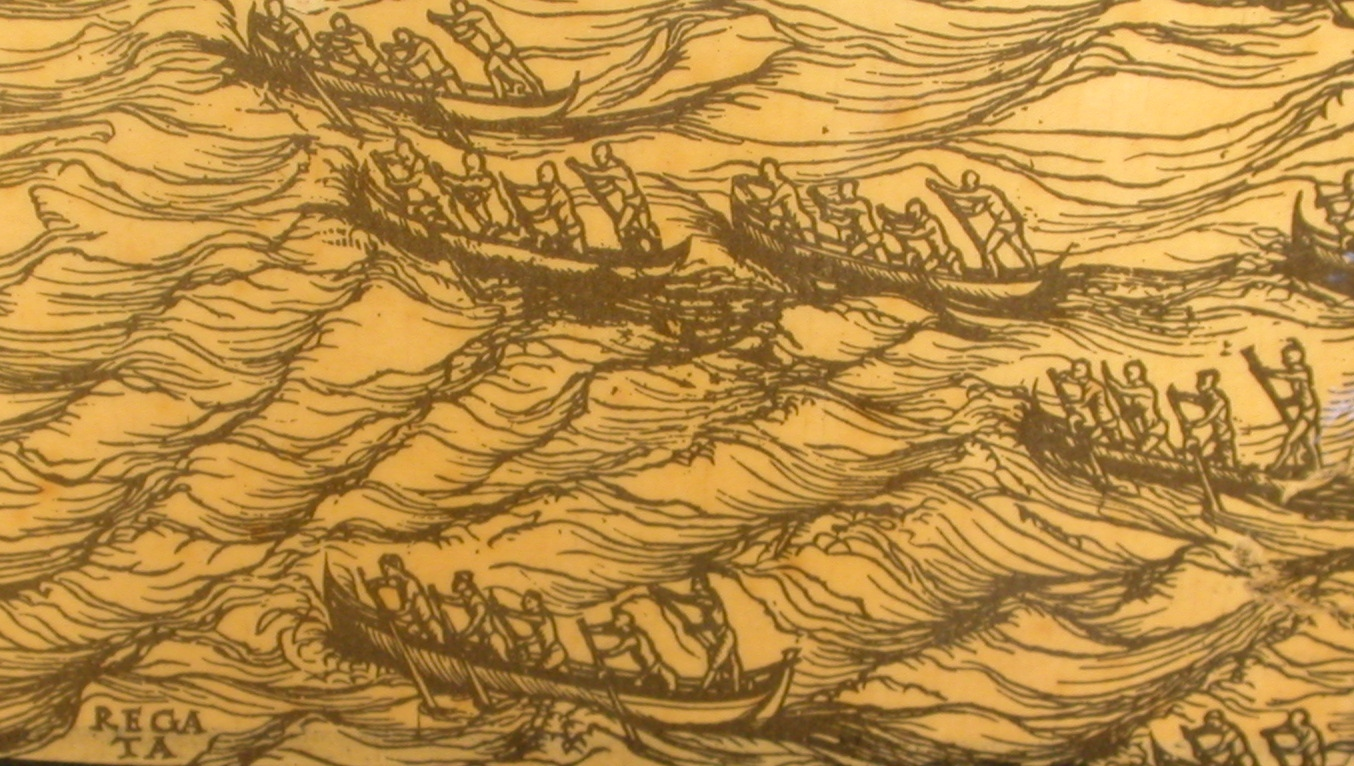
„Regata“, Detail aus dem Plan des Iacopo de' Barbari, 1500